# Baní
Baní es un municipio de la República Dominicana, capital de la provincia de Peravia.

## Toponimia
Para algunos historiadores y entendidos, en el lenguaje Indo-Antillano BA quiere decir padre y NI significa agua, también cuenta que PANI, o BANI era el nombre de un Cacique subalterno de Maguana donde gobernaba Caonabo. El Arq. Ismael Díaz Melo dice en su libro Historia de los asentamientos humanos y la arquitectura en el Valle de Baní, que en la lengua de los taínos no se usaba la letra “P”. Juan de Castellanos al referirse a él, comenta: “Baní, varón astuto Capitán General de toda la tierra de Caonabo.” 
En el lenguaje taíno Baní significa abundancia de agua, ya que los aborígenes se referían como “baní” a los lugares donde había una gran cantidad de agua.
Jesús Ramón Báez explica que el nombre de Baní también fue tomado por un personaje bíblico de acuerdo a los pasajes bíblicos de Nehemías 8-7, 11-22. Según el diccionario bíblico Baní significa en hebreo “CONSTRUCTOR, CONSTRUIDO, EDIFICADO”, o es una abreviatura de Banini y Bania.

## Localización
Baní es el municipio cabecera de la provincia Peravia en República Dominicana y está ubicado en la subregión de Valdesia, a 65 km al sur de Santo Domingo.
Baní se ubica en el llano costero formado al sur de la Cordillera Central entre los ríos Nizao Y Ocoa, a 5 km al norte de la costa sur del mar Caribe. Baní es sede de la Dirección General Surcentral de la Policía Nacional, Dirección Regional Central del Ministerio de Agricultura y la Dirección Regional Sur de la Dirección General de Seguridad de Tránsito y Transporte Terrestre (DIGESETT).

## Límites
Municipios limítrofes:
|             | Norte: San José de Ocoa |                     |
| Oeste: Azua |                         | Este: San Cristóbal |
|             | Sur: Mar Caribe         |                     |

## Demografía
Para el Censo Nacional de Población y Vivienda del 2010, Baní contaba con una población de 157 316 habitantes (77 855 hombres y 79 461 mujeres), 109 365 en la zona urbana, 19 687 zona rural y 92 153 en la zona metropolitana con una densidad de 253.65 hab/km².
El total en viviendas propias fue de 97 573, en viviendas alquiladas 40 051 y 154 876 utilizaba energía eléctrica. La población que utilizaba combustibles sólidos para cocinar fue de 24 275. 
La población que disponía de servicios de agua de las fuentes públicas fue de 125 430 y 7402 no disponía de sanitario. El total de población que disponía de servicio de recogida de basura fue de 113 805.

## Distritos municipales
Está formado por los distritos municipales de:
| Nombre          | Código   |
| --------------- | -------- |
| Baní            | 05170101 |
| Villa Fundación | 05170103 |
| Paya            | 05170105 |
| Villa Sombrero  | 05170106 |
| El Carretón     | 05170107 |
| Catalina        | 05170108 |
| El Limonal      | 05170109 |
| Las Barías      | 05170110 |

## Historia

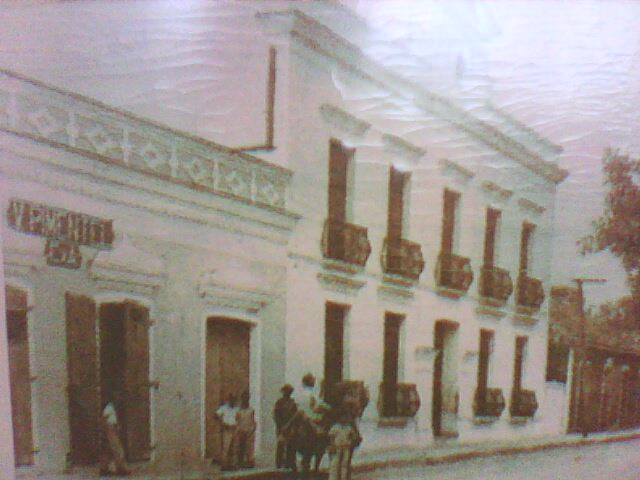
Antiguo Ayuntamiento de Baní destruido para construir el ayuntamiento actual

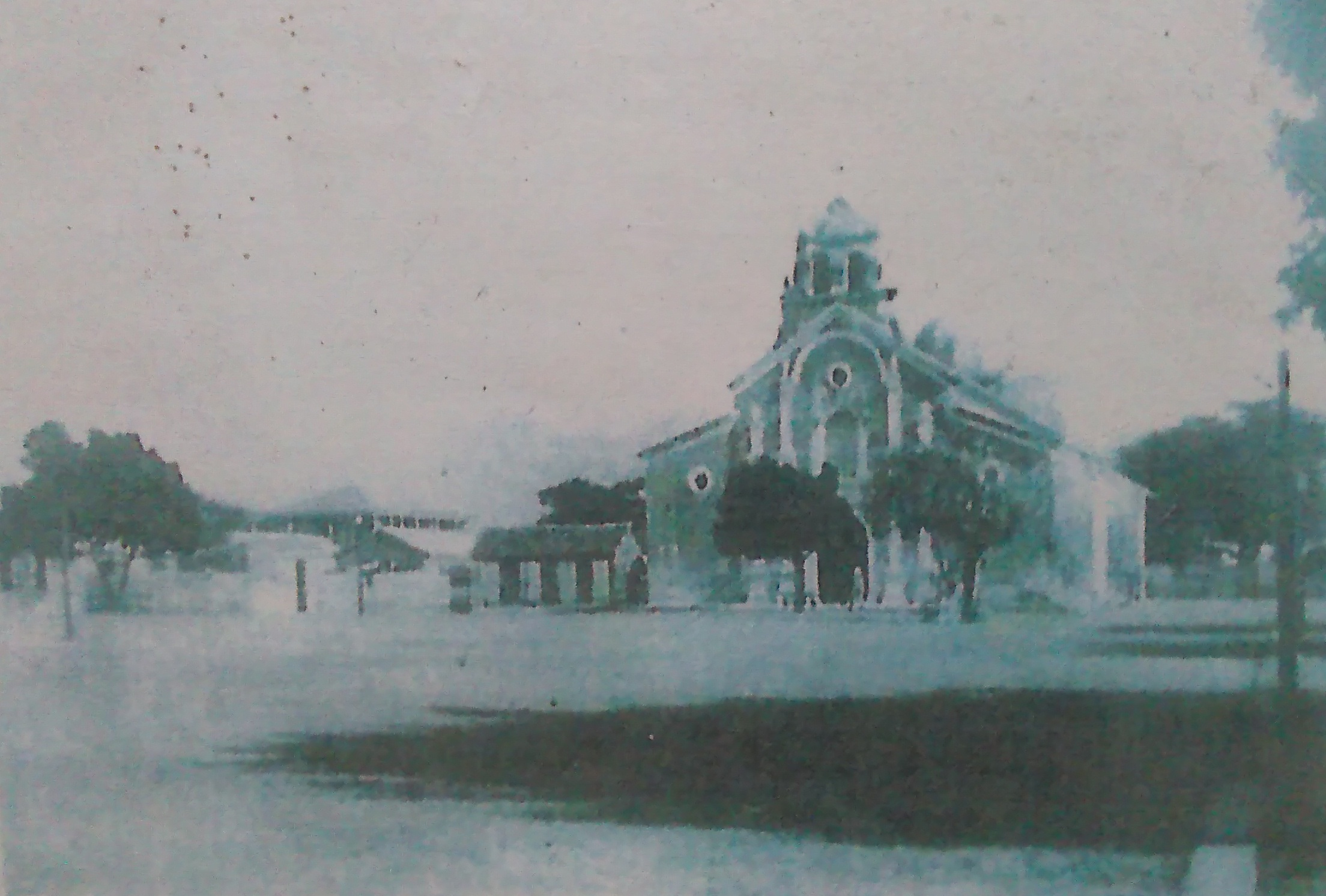
Antigua Plaza de Armas y la Catedral, 1890.

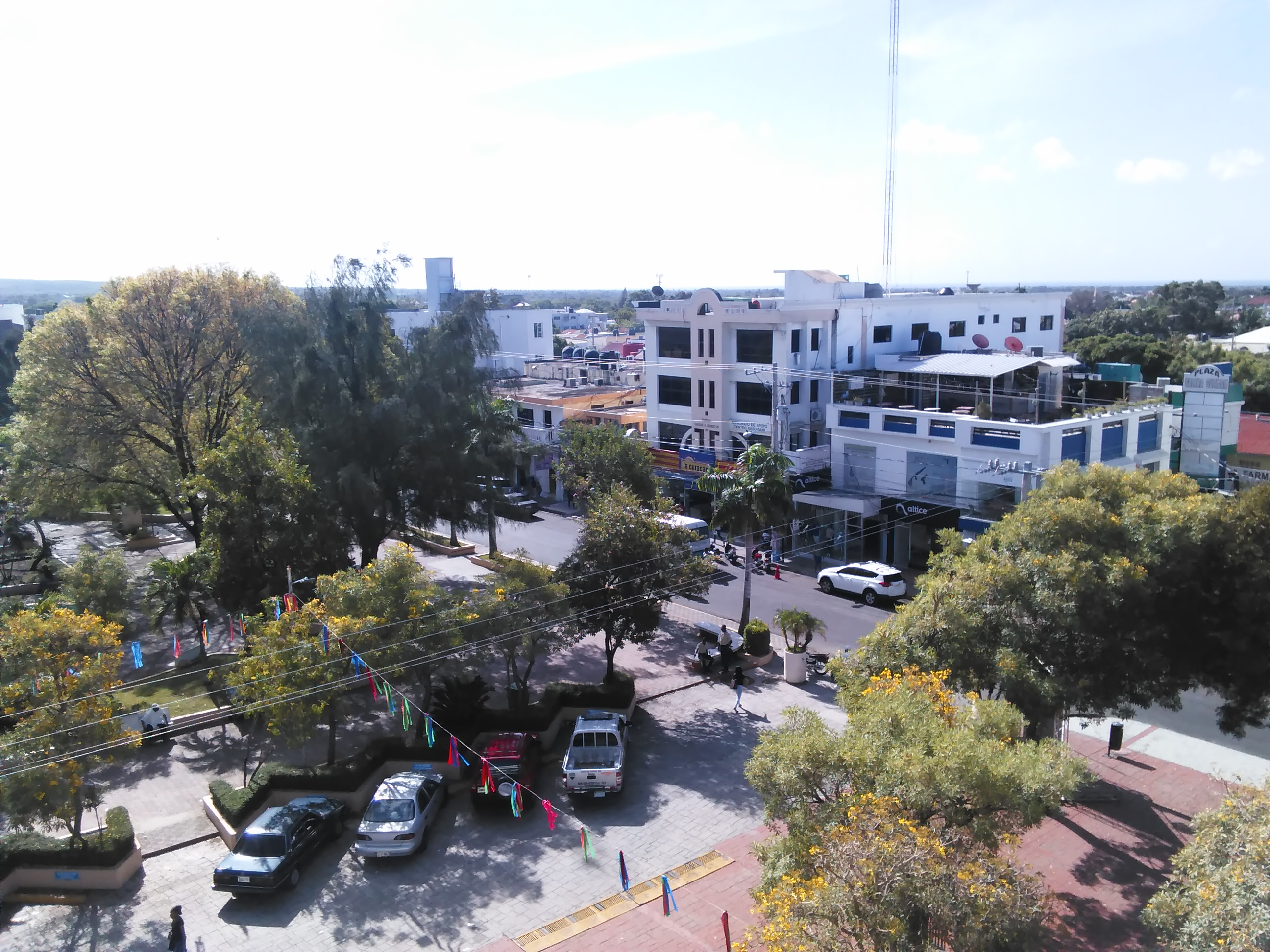
Centro de Baní

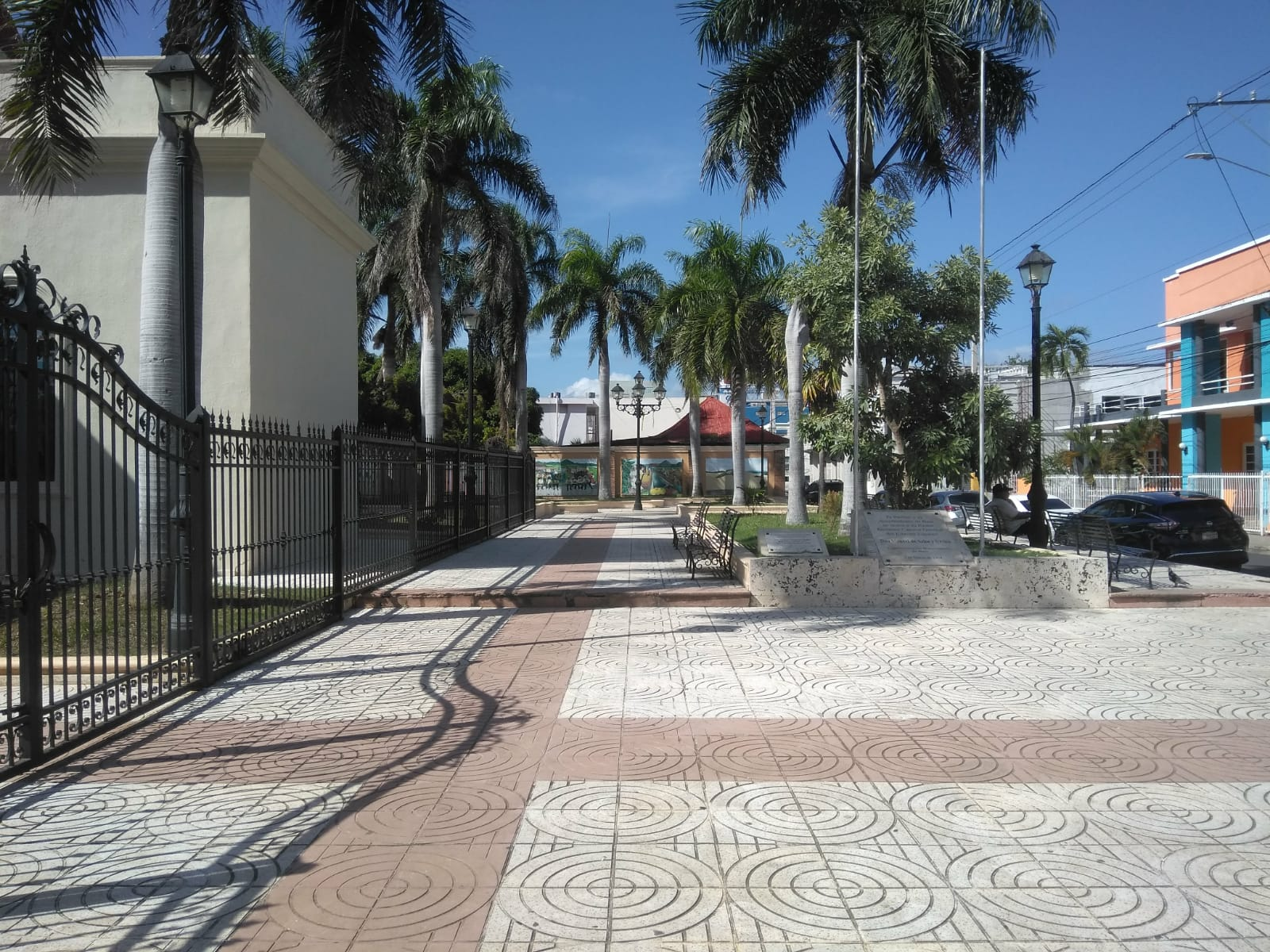
Parque de Los Fundadores

### Época Precolombina
Según Oviedo y Las Casas, durante la división de los cacicazgos, Baní era un nitainato perteneciente al cacicazgo de Maguana. Según el cronista francés Pierre François Xavier de Charlevoix; un nitaíno era un noble con funciones de consejero o asistente en labores del cacique, que además gobernaba territorios dentro de su respectivo cacicazgo, en representación.

### Época Colonial
La población por parte de los colonizadores en el llano de Baní, tiene su origen en los inicios del siglo XVI, durante el inicio de la producción azucarera. En sus  inmediaciones existieron  varios ingenios en las cercanías de los ríos Nizao y Ocoa. Uno de los ingenios más importantes fue fundado por Alonso de Suazo, oidor de la Real Audiencia de Santo Domingo, en la ribera del río Ocoa.
Según S. Incháustegui, en el censo levantado en el año 1606 por el gobernador Osorio señalan los hatos de Cerro Gordo y Sabana de Pedro del Paso, cuya propietaria era Sabina de Salís. Gonzalo de Villegas y Juan Romero tenían sendos hatos llamados de Baní; y Pedro Caballero y Bazán poseía en Nizao el hato que tuvo Alonso de Suazo. Según Larrazábal Blanco en Historia de Santo Domingo señala que de 1680 a 1684 familias procedentes de las islas Canarias se extendieron por los campos de Santo Domingo, sobre todo por territorios del actual Baní.
La ciudad de Bani fue fundada el 3 de marzo de 1764 bajo la gobernación del Capitán español, Mariscal de campo, Manuel de Azlor y Urriés, cuando los vecinos compraron un predio a los dueños de "Cerro Gordo" por la suma de 370 pesos fuertes. En dicha negociación, participaron Don Manuel Franco de Medina (el cura párroco) representando a los dueños, mientras que el general Pablo Romero representó a los vecinos.
Para ese año la zona contaba con unos 700 vecinos que tenían hatos ganaderos.  La primera autoridad fue Juan Ruíz, designado gobernador del valle en 1740. Según Joaquín Incháustegui, por los años de 1789 Baní tenía 100 casas y 2000 habitantes. El primer cementerio de Baní estaba ubicado donde se cruzan las calles Santomé y Libertad y estuvo funcionando hasta el 1828 (más o menos). Luego de esta fecha los muertos eran enterrados en el cementerio viejo (al lado del estadio de softball).
En el año 1805, luego del  sitio de Santo Domingo por el general Dessalines en intento de ocupar la parte Este de la Isla, incendió la ciudad de Baní, en su retirada hacia el sur.  Reconstruida en parte, en el año 1810 se instala su primer ayuntamiento. 

### Ocupación haitiana
El general de división Borgellá entró en Baní el 5 de febrero de 1822 con la primera división del ejército haitiano. El 9 de febrero fue nombrado como Comandante de Armas en Baní el coronel Hogú.
Baní formó parte del Departamento de Santo Domingo o del Ozama como común, con el derecho de nombrar un diputado y un suplente de la Cámara Legislativa Baja de Haití. En 1843 mediante los artículos 43 al 47 del decreto sobre División del territorio establecía que Baní era una común perteneciente al cantón de Azua.

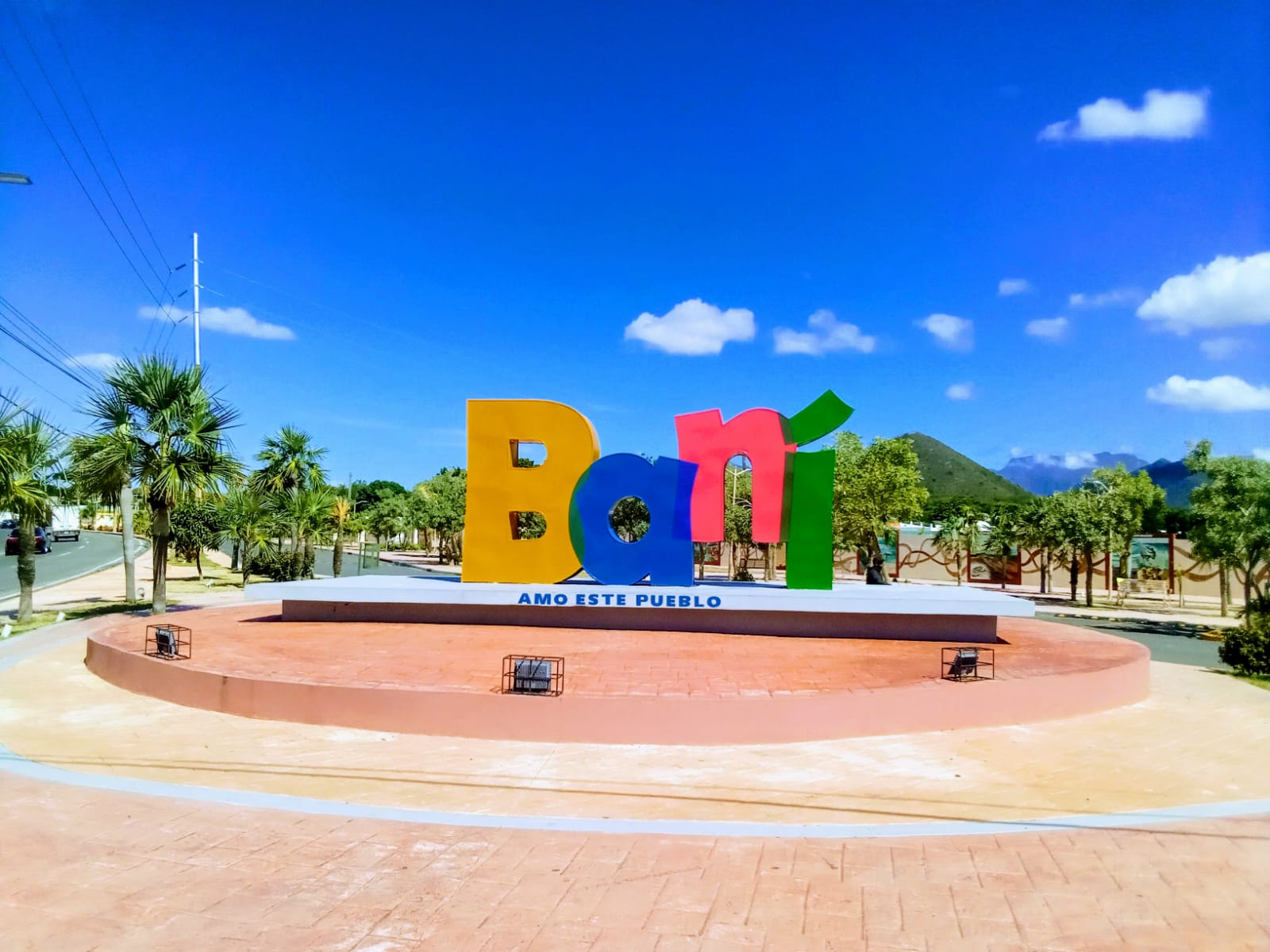
Parador de Baní

### Independencia de la República
En 1844, la Junta Central Gubernativa estableció una división territorial de la República. En efecto, el Decreto núm. 14, de fecha 24 de julio de 1844, convierte a Baní en común del departamento de Santo Domingo.
En 1844 Baní fue sede de la unidad “Batallón Ocoa” del Ejército Dominicano integrado por veteranos de la región y compuesto por dos Compañías de Fusileros y una de Cazadores.  En 1845 Baní se convirtió en el primer pueblo del país en contar con servicio de alumbrado público mediante faroles de velas de cera.
Baní se comunicaba vía terrestre con Santo Domingo a través del llamado camino real, siendo un camino estrecho mayormente usado en el transporte de animales o a pie, en un viaje que duraba alrededor de 12 horas, el cual comunicaba con el sur del país a través de las comunidades de Sombrero, Matanzas, Sabana Buey y el Palmar de Ocoa. Para el transporte de mercancías se utilizaba la vía marítima mediante goletas, a través de puertos de cabotajes que existían a través de la costa.
El 11 de noviembre de 1932, mediante la Ley núm. 39744, Baní con la categoría territorial de común cabecera fue transferida de la provincia Santo Domingo a la Provincia Trujillo (actual San Cristóbal). Mediante la ley Ley núm. 747 del 23 de noviembre de 1944 pasó a convertirse en la capital de la Provincia José Trujillo Valdez.
En Baní se construyó uno de los primeros canales de riego, llamado "Juan Caballero", y una regola que regaba las tierras de norte a sur. Después de la muerte del dictador Rafael Leónidas Trujillo Molina, Baní sufrió la migración desde las zonas rurales, con nuevos sectores urbanos y barrios marginados.
Sobre Baní se destaca la Obra costumbrista Baní o Engracia y Antoñita, de 1892 del escritor Francisco Gregorio Billini, donde destaca su costumbre y la forma de vivir de la época.

### 250 años, con Baní en el corazón

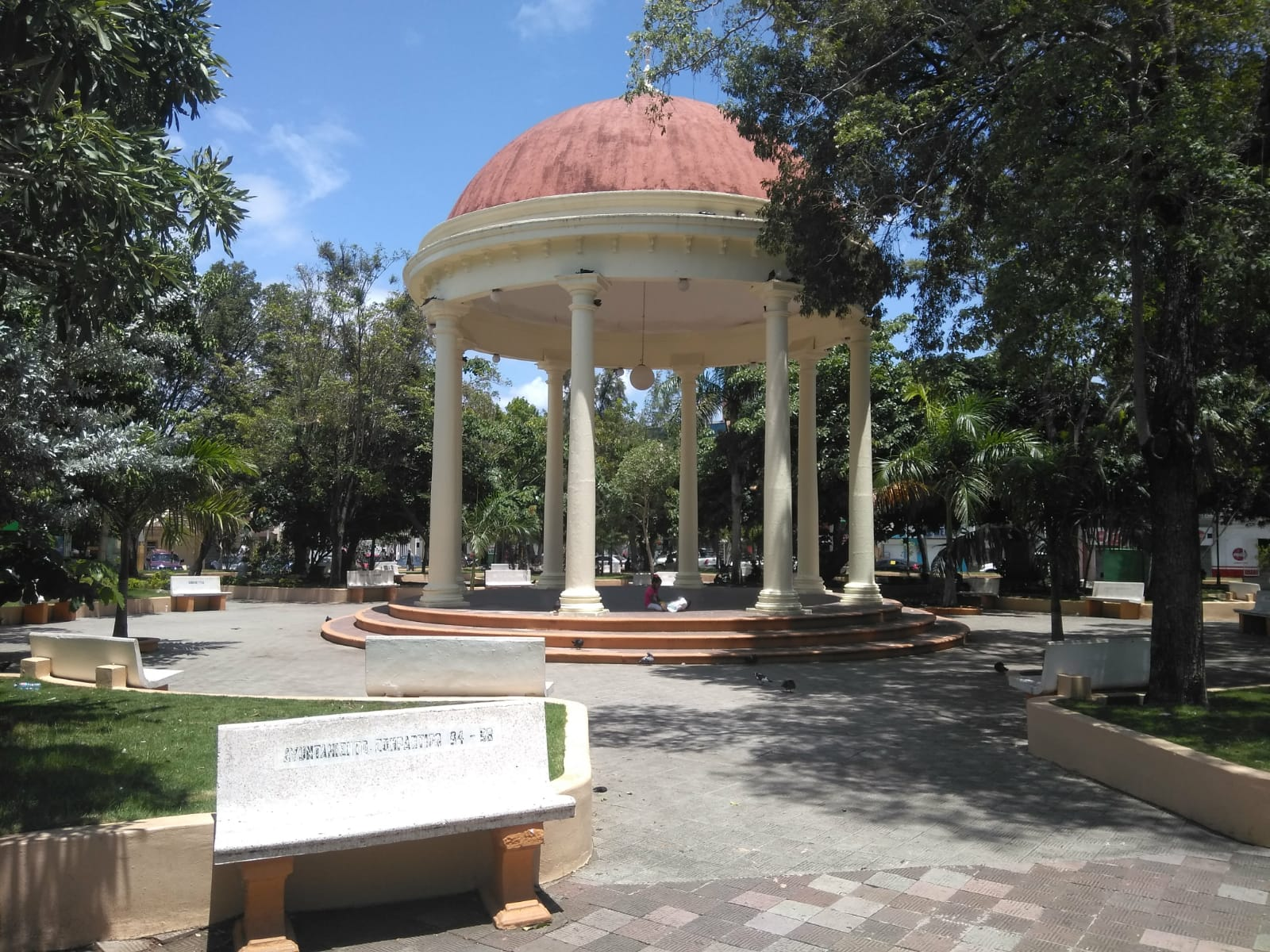
Glorieta Parque Central de Baní

El 3 de marzo de 2014 se cumplió el aniversario 250 de la Fundación del poblado de Baní, en ese entonces, 1764, fundado bajo la condición jurisdiccional de Villa. Se celebró una misa tedeum en la catedral Nuestra Señora de Regla, en presencia del presidente de la República Danilo Medina Sánchez y del nuncio apostólico Jude Thaddeus Okolo así como autoridades provinciales y militares.
El 28 de junio de 2014 se celebró el día olímpico con una marcha encabezada por la cúpula de la dirigencia olímpica de República Dominicana, la Unión Deportiva Banileja y el alcalde Nelson Camilo Landestoy, equipos deportivos y cientos de personas, con relación a los actos del 250 aniversario de Baní.
El 25 de octubre de 2014 la cantante Maridalia Hernández y el cantautor cubano Silvio Rodríguez realizaron un multitudinario concierto en el Estadio de béisbol Luis María Herrera con motivo de la celebración de los 250 aniversario de Baní

«Todos los niños de Cuba conocen a Baní, porque aquí nació el libertador dominicano Máximo Gómez Báez ».
Silvio Rodríguez, octubre de 2014

Del 25 de octubre al 2 de noviembre, se llevó a cabo la Décima Feria Regional del Libro Peravia 2014, bajo el lema La Lectura Empieza por Casa, con la participación de las Provincias de Azua de Compostela, Bahoruco, Barahona, Elías Piña, Independencia, Pedernales, San Cristóbal, San José de Ocoa y San Juan.
Dentro de las festividades se realizó la semana de Máximo Gómez del 17 al 22 de noviembre de 2014, donde se realizaron diferentes actividades, charlas, coloquios y conferencias. Las actividades del 250 aniversario terminaron el 21 de noviembre de 2014.

## Clima
El clima de Baní es Bosque seco, el cual se caracteriza por tener una precipitación anual promedio de 500 a 1000 mm y una temperatura de 18 °C a 30 °C. Baní es una ciudad calurosa casi el resto del año, aunque las temperaturas se suavizan en invierno. Las mayores precipitaciones ocurren en la primavera y el otoño, principalmente en los meses de mayo y octubre. El clima de Baní se debe a su ubicación al sur de la Cordillera Central en el sotavento, que evita el paso de los vientos alisios húmedos que vienen del norte. Por esa razón la vegetación en Baní y la provincia Peravia consiste en plantas Xerófilas, Guayacan, Bayahonda, Cambrón, Baitoa, Cactus y Guazábaras, donde se destaca el Guano de Baní o Guano Barrigón Coccothrinax spissa, endémico en la zona.
El llano de Baní es una franja de tierra larga y estrecha que abarca toda la porción sur de dicha provincia. En este llano se pueden observar pequeñas elevaciones o mogotes de rocas calizas en forma de cono debido a los procesos erosivos del viento.  Un grave problema que enfrenta Baní y la Provincia Peravia es la escasez del agua potable y la sequía unida a la poca precipitación y el flagelo de la deforestación en los ríos Baní, Nizao y Ocoa.
| Parámetros climáticos promedio de Baní | Parámetros climáticos promedio de Baní | Parámetros climáticos promedio de Baní | Parámetros climáticos promedio de Baní | Parámetros climáticos promedio de Baní | Parámetros climáticos promedio de Baní | Parámetros climáticos promedio de Baní | Parámetros climáticos promedio de Baní | Parámetros climáticos promedio de Baní | Parámetros climáticos promedio de Baní | Parámetros climáticos promedio de Baní | Parámetros climáticos promedio de Baní | Parámetros climáticos promedio de Baní | Parámetros climáticos promedio de Baní |
| Mes                                    | Ene.                                   | Feb.                                   | Mar.                                   | Abr.                                   | May.                                   | Jun.                                   | Jul.                                   | Ago.                                   | Sep.                                   | Oct.                                   | Nov.                                   | Dic.                                   | Anual                                  |
| -------------------------------------- | -------------------------------------- | -------------------------------------- | -------------------------------------- | -------------------------------------- | -------------------------------------- | -------------------------------------- | -------------------------------------- | -------------------------------------- | -------------------------------------- | -------------------------------------- | -------------------------------------- | -------------------------------------- | -------------------------------------- |
| Temp. máx. abs. (°C)                   | 35.5                                   | 36.5                                   | 36.5                                   | 37.2                                   | 36.7                                   | 36.6                                   | 37.0                                   | 38.0                                   | 38.5                                   | 38.0                                   | 37.0                                   | 37.5                                   | 38.5                                   |
| Temp. máx. media (°C)                  | 31.2                                   | 31.5                                   | 32.0                                   | 32.6                                   | 32.6                                   | 32.7                                   | 33.5                                   | 33.5                                   | 33.3                                   | 32.8                                   | 32.3                                   | 31.3                                   | 32.4                                   |
| Temp. mín. media (°C)                  | 20.5                                   | 20.7                                   | 21.5                                   | 22.2                                   | 22.7                                   | 23.2                                   | 23.8                                   | 23.5                                   | 23.0                                   | 22.5                                   | 21.7                                   | 20.6                                   | 22.2                                   |
| Temp. mín. abs. (°C)                   | 14.0                                   | 14.5                                   | 15.5                                   | 16.0                                   | 19.0                                   | 19.0                                   | 20.0                                   | 20.0                                   | 20.0                                   | 18.0                                   | 15.5                                   | 15.0                                   | 14.0                                   |
| Lluvias (mm)                           | 24.7                                   | 25.7                                   | 23.2                                   | 36.8                                   | 118.6                                  | 135.2                                  | 79.6                                   | 125.0                                  | 131.9                                  | 137.2                                  | 61.0                                   | 29.8                                   | 928.7                                  |
| Días de lluvias (≥ 1.0 mm)             | 3.7                                    | 3.4                                    | 4.0                                    | 4.4                                    | 9.4                                    | 9.4                                    | 6.9                                    | 8.5                                    | 7.8                                    | 9.4                                    | 5.2                                    | 3.5                                    | 75.6                                   |
| Fuente: NOAA                           |                                        |                                        |                                        |                                        |                                        |                                        |                                        |                                        |                                        |                                        |                                        |                                        |                                        |

## Barrios y Sectores
Popularmente los banilejos le llaman Pueblo Arriba, Pueblo Abajo y el Centro para todo el pueblo en general. Debido al crecimiento urbano algunos antiguos parajes y comunidades ya están siendo considerados como barrios de Baní.

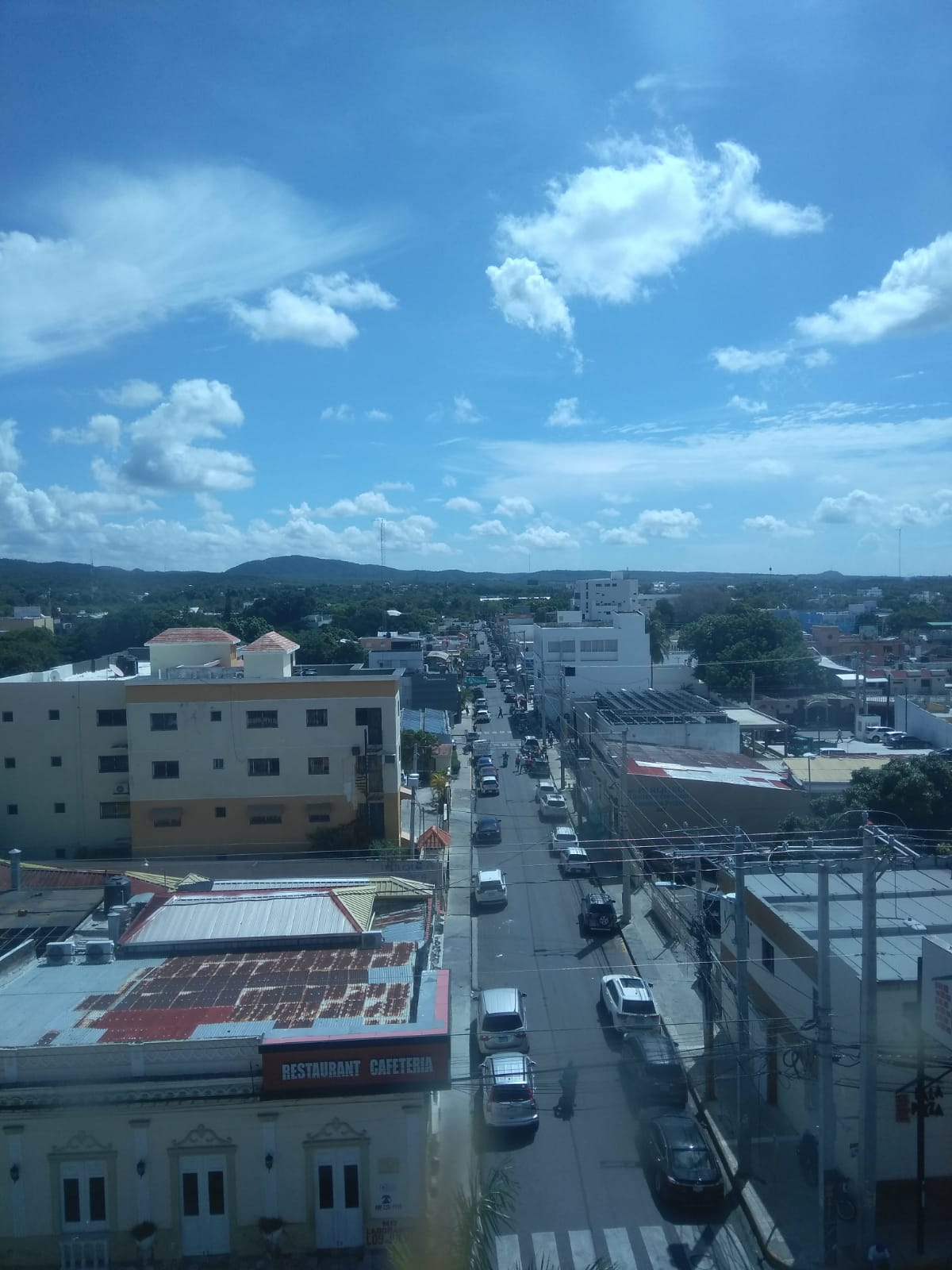
Zona Este de Baní

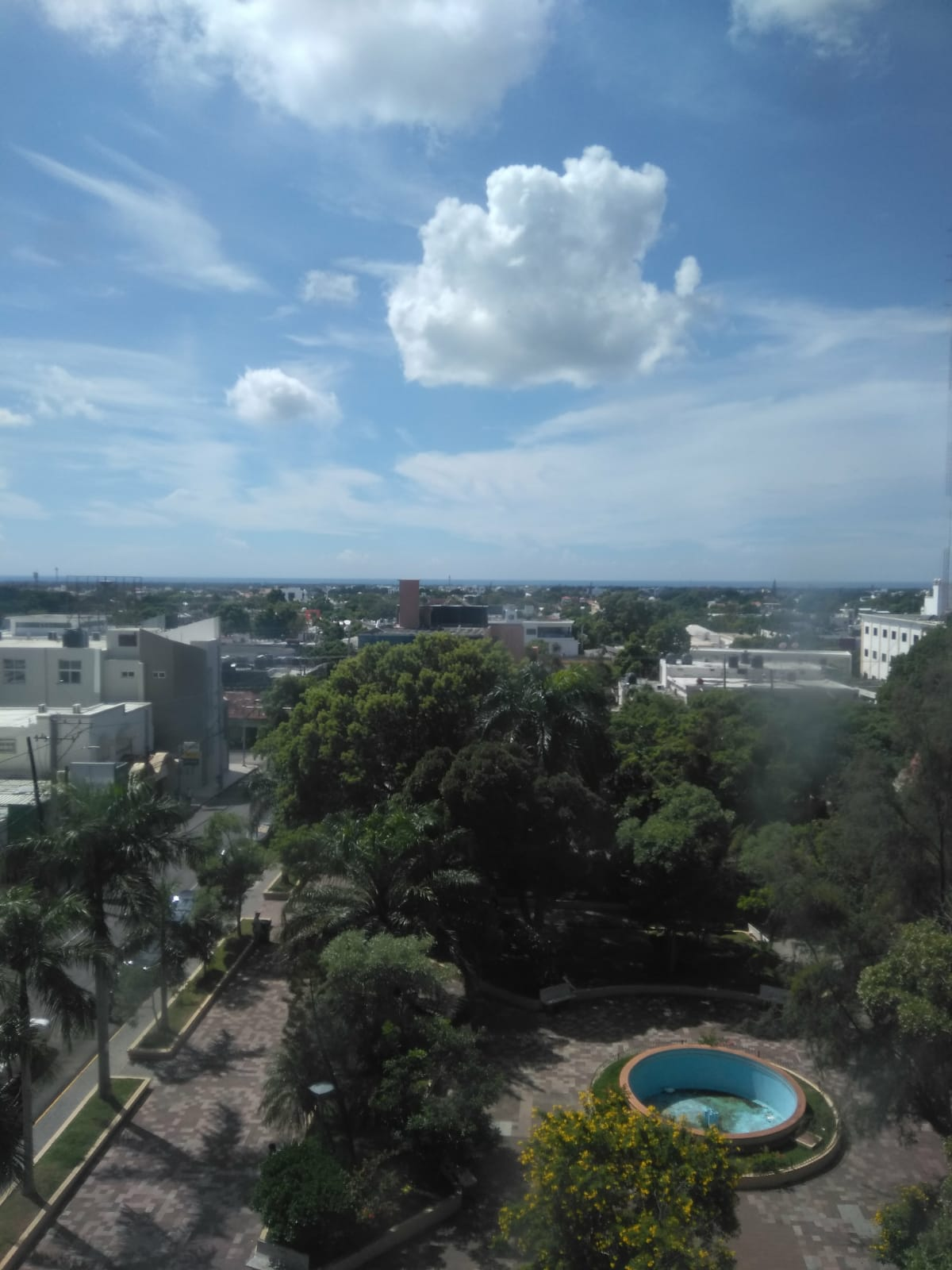
Sur de Baní

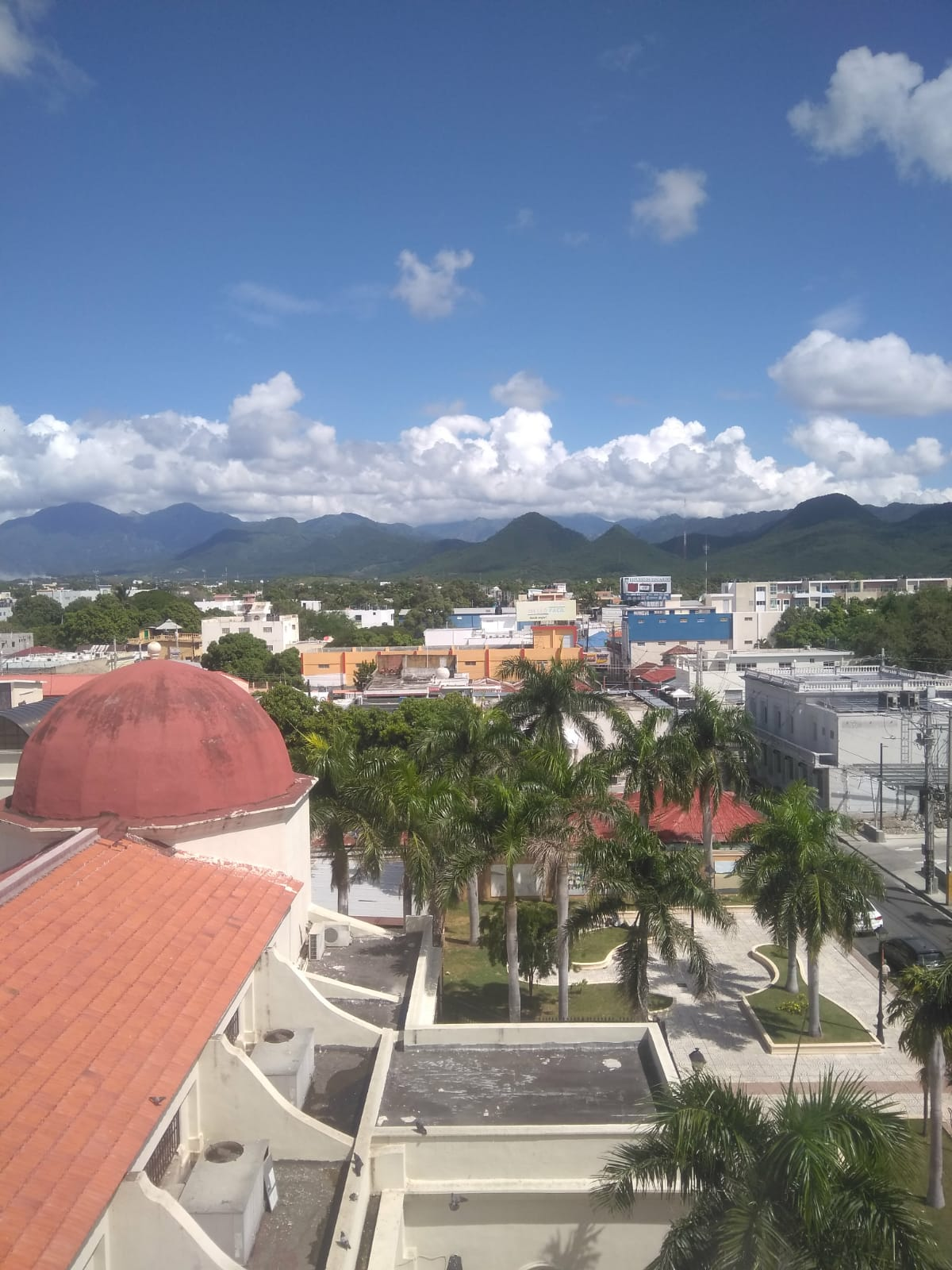
Zona Norte de Baní

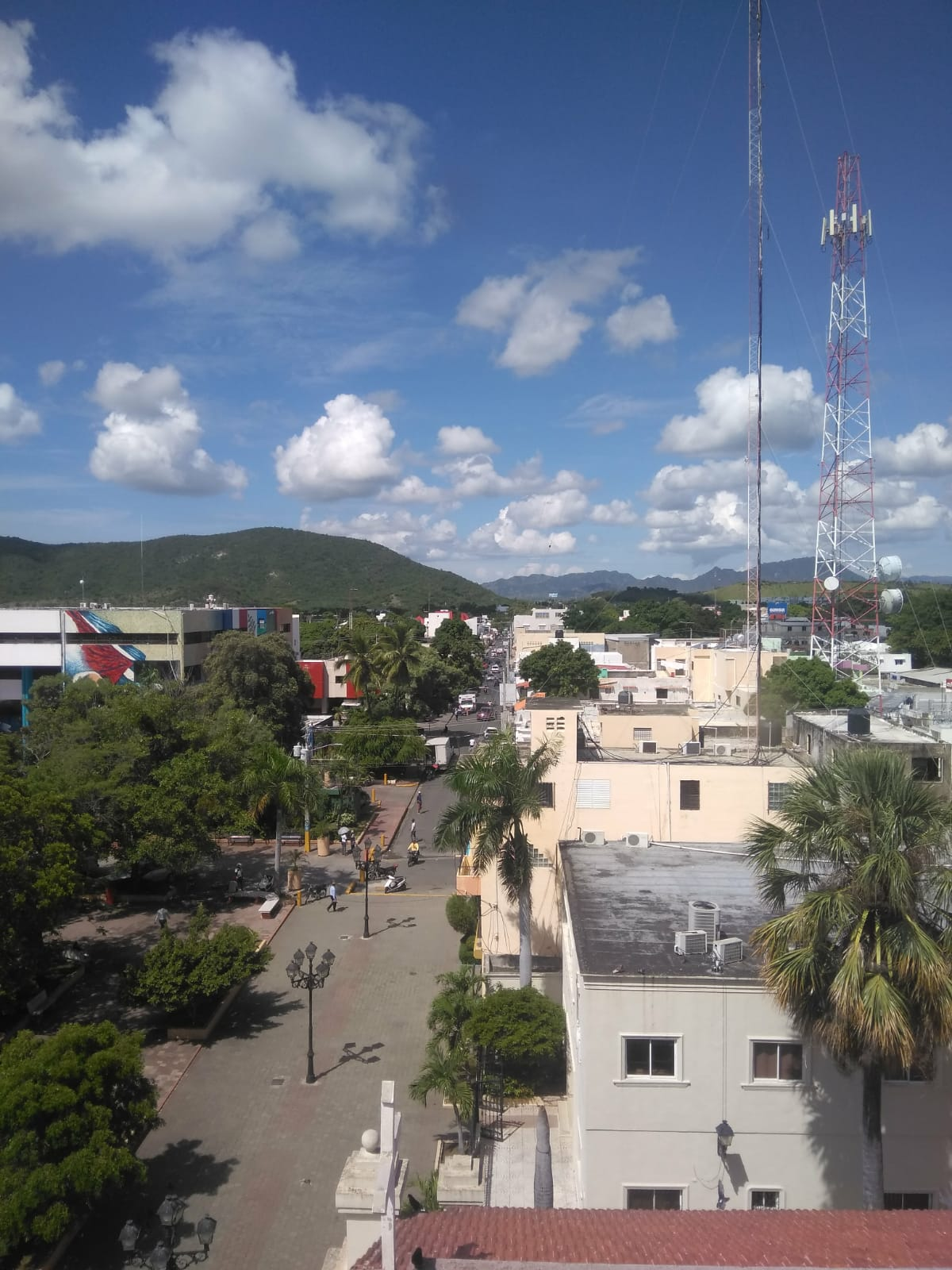
Zona Oeste de Baní

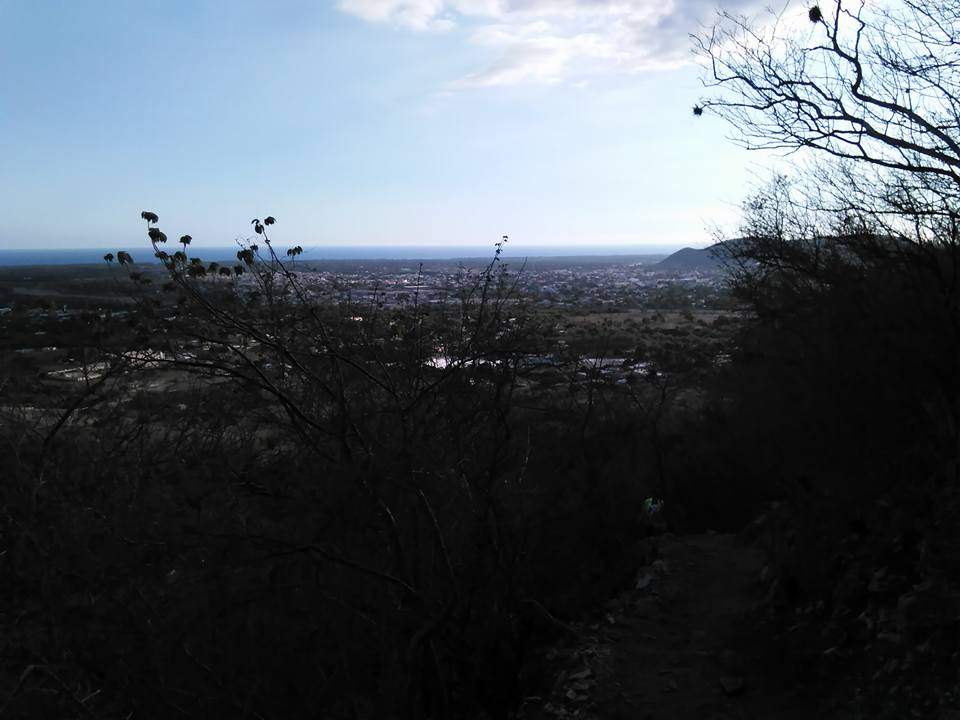
Baní desde el Cucurucho de Peravia al atardecer.

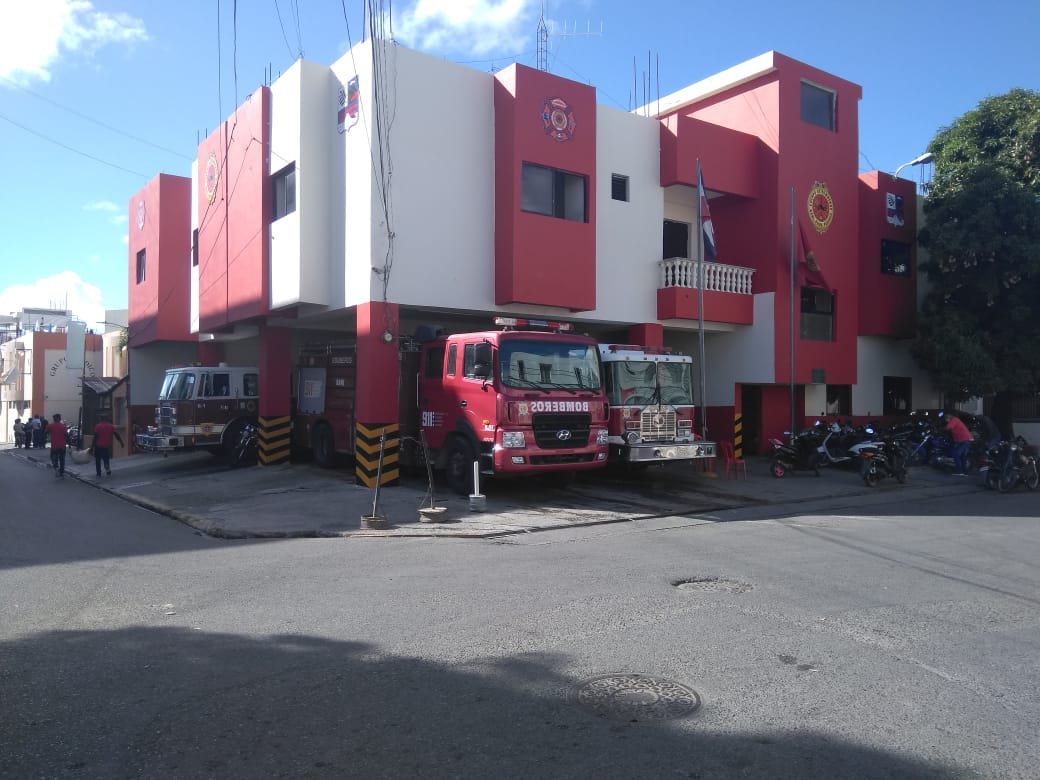
Cuartel General de Bomberos Manuel Enríquez Torres (Cabo Torres)

| Zona norte - Barrio del padre - Barrio El Fundo - La Saona - Pueblo Nuevo - EL Maní - Las 20 Casitas - Las Colinas - Máximo Gómez (Los Barrancones) - Barrio Santa Cruz - 24 de abril - Los Cajuilitos - Villa Carmen - Brisas del sur - Brisas de Guzmán - Los Tiburones - Las Arepas - El Mercado - Villa David - Villa Majega Zona sur - María Carlita - Los Morenos - Los Lora - 30 de mayo - 19 de marzo - Mejoramiento Social - Los Pescadores - Santa Elena - Riviera del Sur - La Javilla - Los Robles - Santa Rosa - Habitacional de Maestros Urbanizaciones - Díaz Guzmán - Jardines del Valle - Alto de los melones - Las Marias - Laurel - Máximo Gómez - Jardines del Sur - Barrio de Rafa - Los Serret - Nuevo Milenio Residenciales - BHD - Luz Marina - Don Serret - Anabelle - Dulce María - Claudia - María del Carmen - Laura María I - Laura María II - Los Agrónomos - José del Carmen - Erneisa - Villa Real I - Villa Real II - Palo Blanco - Costa del sol - Hermanos Medina - Valera Guzmán - Margarita - Margarita II - Costa Sur - Villas Country club - Brisas del canal - Don Marcelo I y II - Shalom |

## Economía
La economía de Baní se basa en la agroindustria. En Baní se procesan diferentes productos como el café, tomate, maíz, guandul, cebolla, coco, mango, el plátano, cajuil, lechoza y sal. Las principales industrias son Peravia Industrial (La Famosa), Industrias Banilejas (Induban), La Fosforera del Caribe, la zona franca Banileja y la Central Termoeléctrica Punta Catalina. Existen también diferentes industrias en el sector de la construcción.
El comercio detallista también se encuentran como parte de la economía banileja. Los principales centros comerciales son la red de tiendas La Maravilla, el Supermercado de la Asociación de Detallistas, La Sirena y el Supermercado El Bravo. En el sector de los servicios se destacan el Restaurante Las Dunas, Restaurante La Casona, Restaurante y Pizzería Yarey, Restaurante Fiesta del Chivo, como hotel en la ciudad está el Hotel D"Pravia, el Hotel Caribaní y como hotel de playa está el Hotel Salinas y el Hotel Ibiza.
El sector turismo está en desarrollo en la provincia con la construcción de dos grandes proyectos turísticos como son: Caney Beach Home, ubicado en el Municipio de Matanzas de empresarios Banilejos y el proyecto Puntarena, ubicado en la comunidad de Sabana Buey, del empresario Frank Reinieri. 
La economía informal forma parte de la vida de muchos banilejos. Para el Censo Nacional de Población y Vivienda de 2010, la población económicamente activa era de 28 495 y la población ocupada era de 26 453. La Provincia Peravia ocupa el sexto lugar en el número de provincias receptoras de remesas según datos de la Oficina Nacional de Estadísticas.
Peravia Industrial (La Famosa) e Industrias Banilejas (Induban), tuvieron sus orígenes en Baní. El Café de Valdesia producido entre las montañas de Peravia, San Cristóbal y Ocoa fue reconocido como Denominación de Origen Protegida por la Unión Europa en 2017.
En el año 2005 fue nombrada "Capital del Mango".

## Servicios públicos
Servicios gubernamentales
Oficialías del Estado Civil 1.ª y 2.ª Circunscripción, Junta Electoral Municipal y Centro de Cedulación, Dirección General de Impuestos Internos y las oficinas gubernamentales provincial.
Energía eléctrica
El 97.6 % de la población dispone de servicio de energía eléctrica. Un 1.1 % de la población utiliza lámparas de queroseno.
Agua potable
El acceso de agua potable proviene del Acueducto Múltiple de la Provincia, el 72 % de la población dispone de acceso al agua potable y un 7.9 % de pozos. Un grave problema en Baní es la escasez del agua potable. 
Saneamiento
Para el IX Censo Nacional de Población y Vivienda del año 2010, el uso de inodoro es de un 62.6 %.  La falta de servicio sanitario es de un 5.4 %. El servicio de recogida de basura en Baní es de 84.1 %, servicio que proviene del Ayuntamiento Municipal.
Tecnologías de la información
El 12.9 % de los hogares contaba con una computadora, donde el 7.6 % tenía servicio de Internet. El 21.5 % disponía de teléfono residencial y el 72.9 % teléfono celular.  El número de hogares con computadoras en Baní fue de 13.1 %, el acceso a Internet 8.2 % y teléfonos residenciales 23.4 % según el IX Censo Nacional de Población y Vivienda del año 2010.

## Monumentos y museos

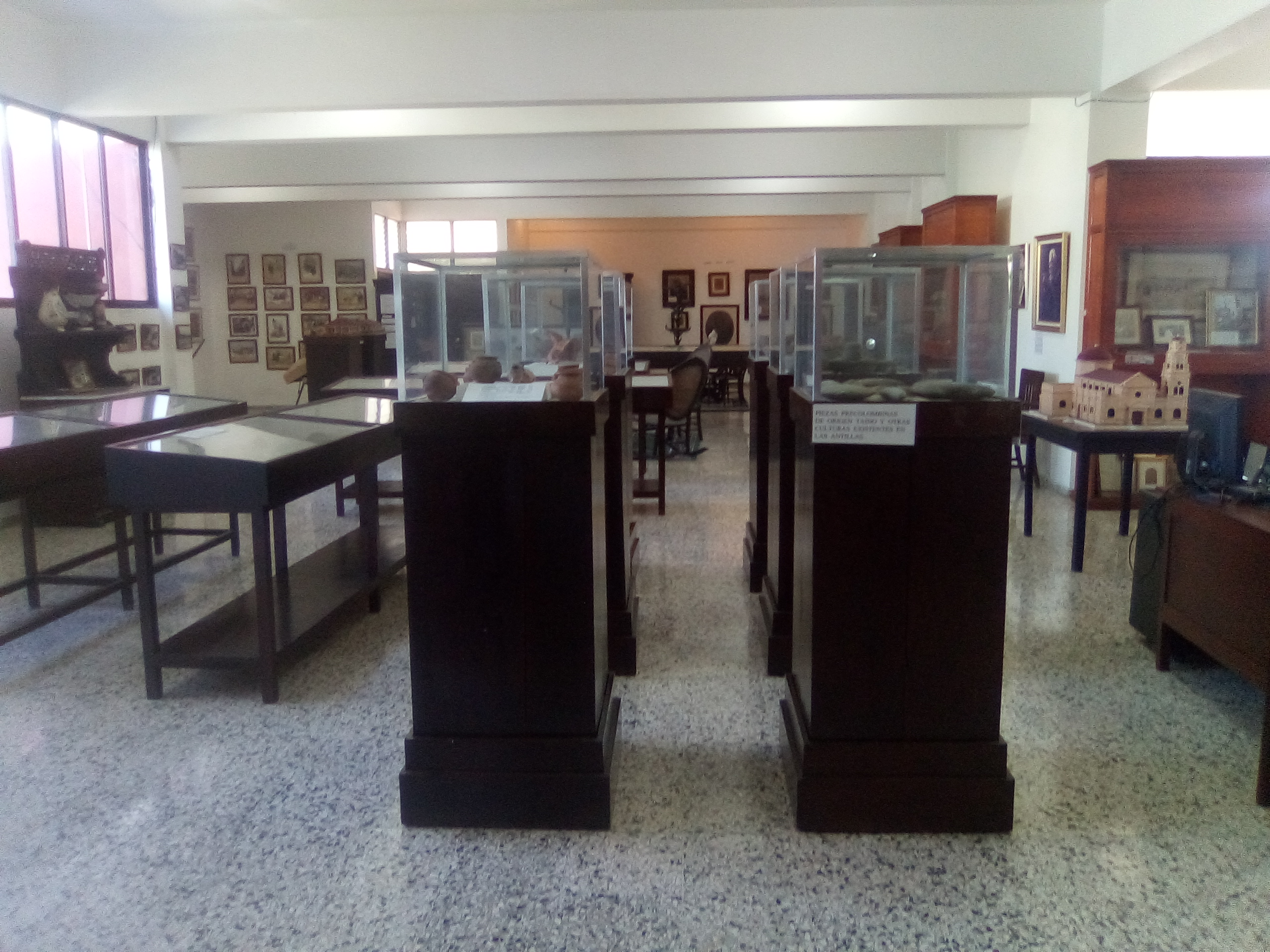
Museo Archivo Histórico de Baní

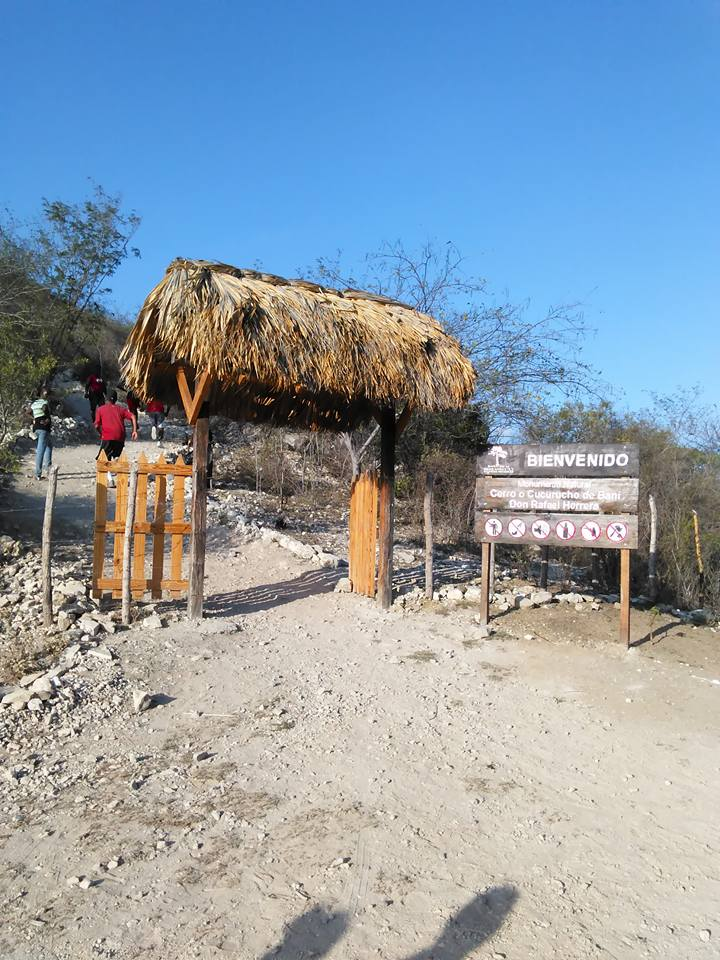
Entrada Monumento Rafael Herrera Cabral

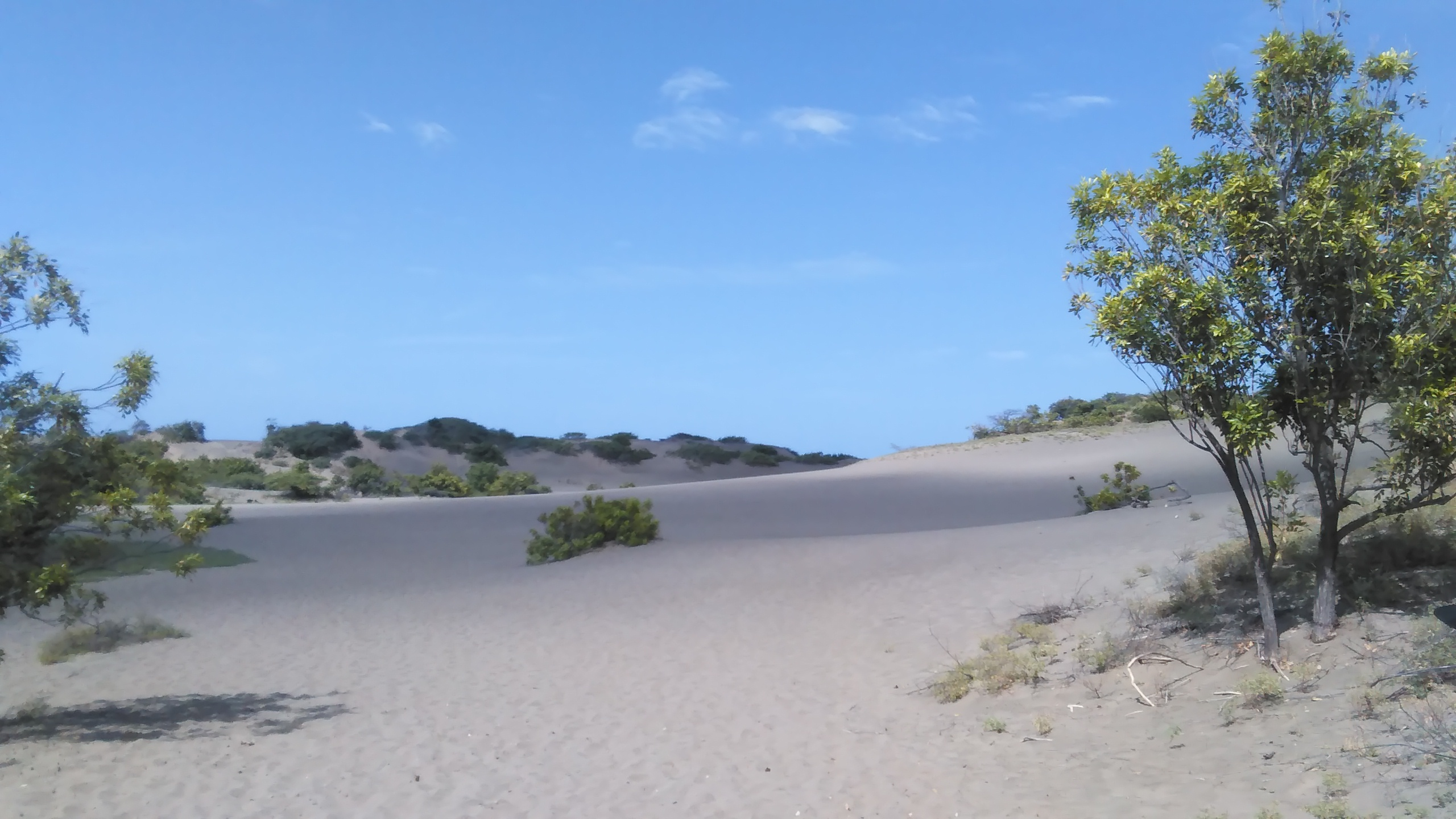
Dunas de Baní

Museo Archivo Histórico de Baní Don César Celado: donde se encuentran valiosos documentos acerca de la historia de Baní y de la República Dominicana, así como piezas de origen taíno. Se encuentra en la segunda planta del Edificio del Ayuntamiento de Baní.

Catedral Nuestra Señora de Regla:es una catedral de estilo colonial español. Su construcción se inició en 1876 siendo paralizada en 1882 por falta de fondo. La Catedral fue inaugurada el 21 de noviembre de 1889, siendo bendecido por el padre Armando Lamarche, en presencia del presidente Ulises Heureaux, quién donó en el 1898 una pila bautismal de mármol de Carrara que todavía está en uso. Entre 1929 y 1931 se modificó la fachada de la iglesia tal como se encuentra hoy, se construyeron las capillas, la torre del campanario, la cúpula y la nave central. En 1986 se sometió a otros cambios que contribuyeron a convertir el templo en catedral.

Santuario de San Martín de Porres: ubicado en la Sección de Las Tablas, es un templo construido de rocas sobre un pequeño cerro, dedicado a San Martín de Porres. Sus fiestas  son celebradas el tres de noviembre.

Monumento Natural Cerro Don Rafael Herrera Cabral: conocido como Cucurucho de Peravia, fue inaugurado bajo el Decreto No 40-15 en el año 2015. En este cerro con apariencia de volcán se encuentran plantas endémicas, aproximadamente un 15 % del total de las especies observada en los diferentes recorridos de las 89 familias identificadas como Morácea, Myrtaceae Verbenáceae, Croton Poaceae, Borraginácea, Rhamnaceae, los géneros más abundante son: Coccothrinax, Sabal, Colubrina, Bursera, Phyllostylon, Tetragastris, Guaiacum, Caesalpinia, Pylosocereus.

Reserva científica Monumento Natural Felix Servio Ducoudray: mejor conocidas como Las Dunas de Baní es un campo de dunas que se extiende por unos 15 km en línea recta en sentido este-oeste, su máxima anchura; en sentido norte-sur. Fue creado bajo el decreto presidencial 233-96 de 1996.

Museo de la Familia Ortiz, está ubicado en Villa Sombrero, conformado por un bohío que fue la  residencia del General independentista Faustino Ortiz.  

Monumento del árbol histórico de Guatapaná, está ubicado en el Distrito Municipal de Sabana Buey a 28 kilómetros al oeste de la Ciudad de Bani, limitado al norte por el Río Ocoa, al sur la bahía de las Caldera y el mar Caribe, Al este Villa Fundación y la sabana de la Cruz y al oeste el Palmar de Ocoa. Monumento erigido por ser el árbol debajo del cual los Generales Juan Pablo Duarte y Pedro Santana sostuvieron una entrevista en fecha 23 de marzo de 1844.

## Virgen de Regla
Algunos dicen que el nombre de "La Virgen de Regla" es por razón de estar bajo la custodia de la regla de los frailes Agustinos. Esto no es de extrañar ya que el mismo San Agustín era un gran devoto de la Virgen María. 
Ya en el 1740 existía una ermita fabricada con maderas y hojas de palma dedicada a la Virgen de Regla en donde hoy se encuentra la catedral, donde le llamaron María Santísima de Regla. También se sabe que Don Alonso Pérez de Guzmán alzó en Chipiona el Castillo de Regla.
Trece años después de la muerte de San Agustín (443), Hipona era atacada por los Vándalos, porque el diácono San Cipriano y otros monjes de la orden de los agustinos se vieron obligados a escapar a España. Al llegar colocaron la imagen frente al mar. Allí creció la devoción, llegando a ser el monasterio de Regla. Es conocida como la patrona de todos los banilejos. Por esta virgen, Ntra. Señora de Regla, son celebradas las fiestas patronales de Baní cada año, auspiciadas por el Ayuntamiento Municipal de Baní.
La Catedral Nuestra Señora de Regla es sede de la diócesis de Baní, creada en 1986 por el papa Juan Pablo II y de las oficinas del Obispado de Baní. José Miguel Germán remite en la historia que una vez iba de paseo el educador puertorriqueño Eugenio María de Hostos por el centro de Baní y quedó sorprendido al ver la manera entusiasta en que los banilejos se involucraban en las labores de construcción de la catedral. Los hombres colocaban cada piedra y Los niños buscaban la arena del río Baní y las mujeres cargaban cal en sus faldas desde el Cerro Gordo. Fue en esa ocasión que Hostos repitió la frase que se ha convertido en lema del municipio: “Baní es una familia”.

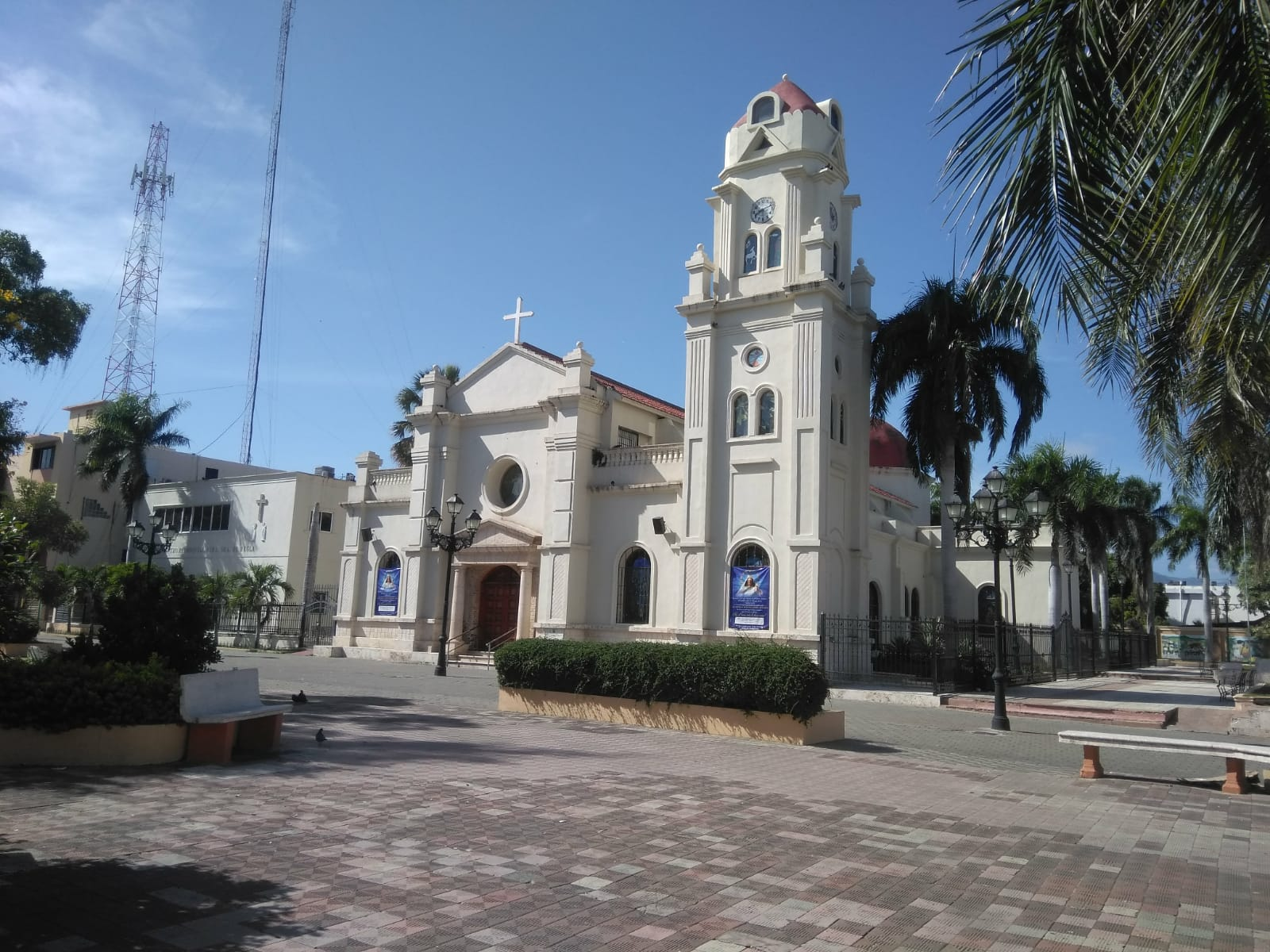
Catedral Nuestra Señora de Regla
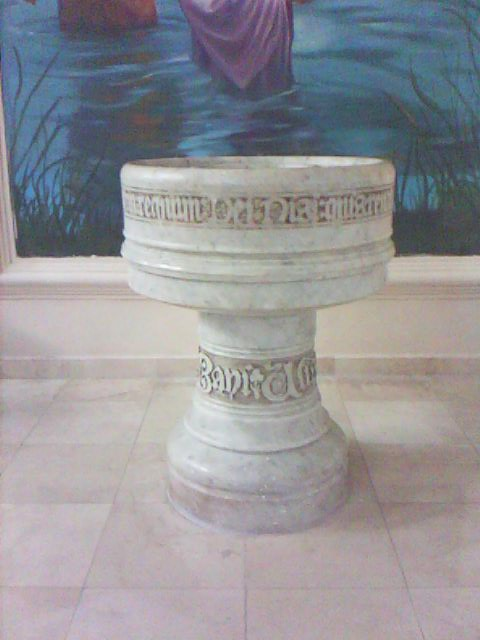
Pila bautismal de la catedral Nuestra Señora de Regla
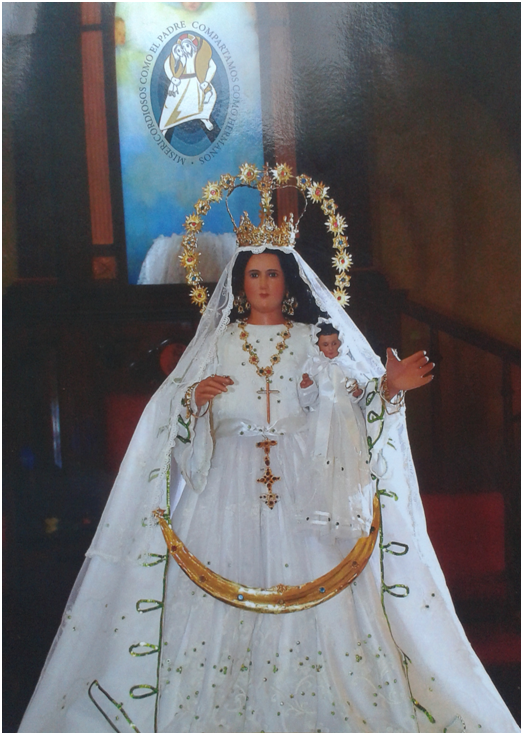
Virgen de Regla patrona de Baní

## Gastronomía

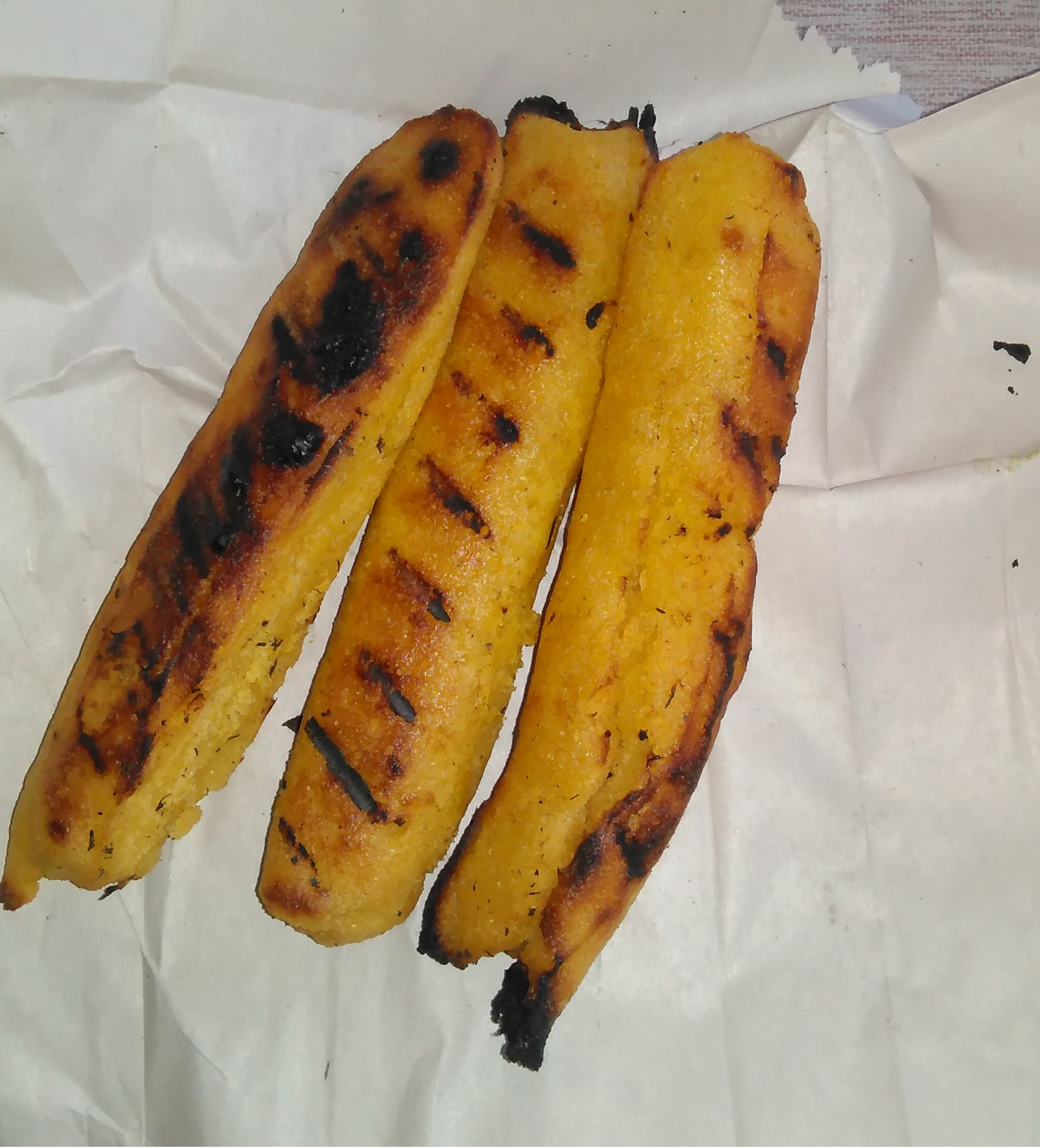
Arepitas de mano o hechas en burén.

Típico en Baní son las arepas de maíz, popularmente conocidas como arepas de mano o hechas en burén, típicas de la sección del Cañafistol, las arepas de caldero, las arepitas de yuca y las tortas de maíz.  Los postres típicos son el dulce de leche, el dulce de leche con coco, el de higo relleno de leche, las naranjas rellenas, el arroz con leche y el majarete.
La bebidas conocidas son el café, el té, el mabí de bejuco indio, el cóctel (preparado en fiestas) y los batidos mejor conocidos son los de lechoza y el zapote. Otros alimentos conocidos son las empanadas, los quipes, los bollitos de yuca y los pastelitos. De origen extranjero son el arroz chino, que se encuentran de ventas en restaurantes chinos, el sándwich y las hamburguesas (conocidos como chimi churris), y el hot dog, que se encuentran generalmente en puestos callejeros.

## Transporte
El sistema de transporte en Baní es dirigido por la Asociación de Minibuses Banilejos (ASOMIBA) la cual cubre la ruta Baní-Santo Domingo. Existen dos sistemas de transporte que son el expreso, que cubre la ruta Baní-Santo Domingo en recorrido directo, sin paradas. El otro sistema son las denominadas “bulanyé” que cubren la misma ruta  pero con paradas en los diferentes parajes. 
Para el transporte hacia los diferentes parajes de la provincia está dirigido por la Asociación de Minibuses Campesinos Banilejos (ASOMICABA), y una línea de minibuses pequeños hacia algunos parajes y hacia San Cristóbal. Dentro de la ciudad no existe el transporte de minibuses ni de carros públicos. En el 2024 entró en funcionamiento el servicio de mototaxis.
También existen diferentes compañías de taxis, que cobran un precio de acuerdo a la distancia. El sistema más popular para distancias cortas son los denominados ¨moto conchos¨.

## Infraestructura
Carreteras

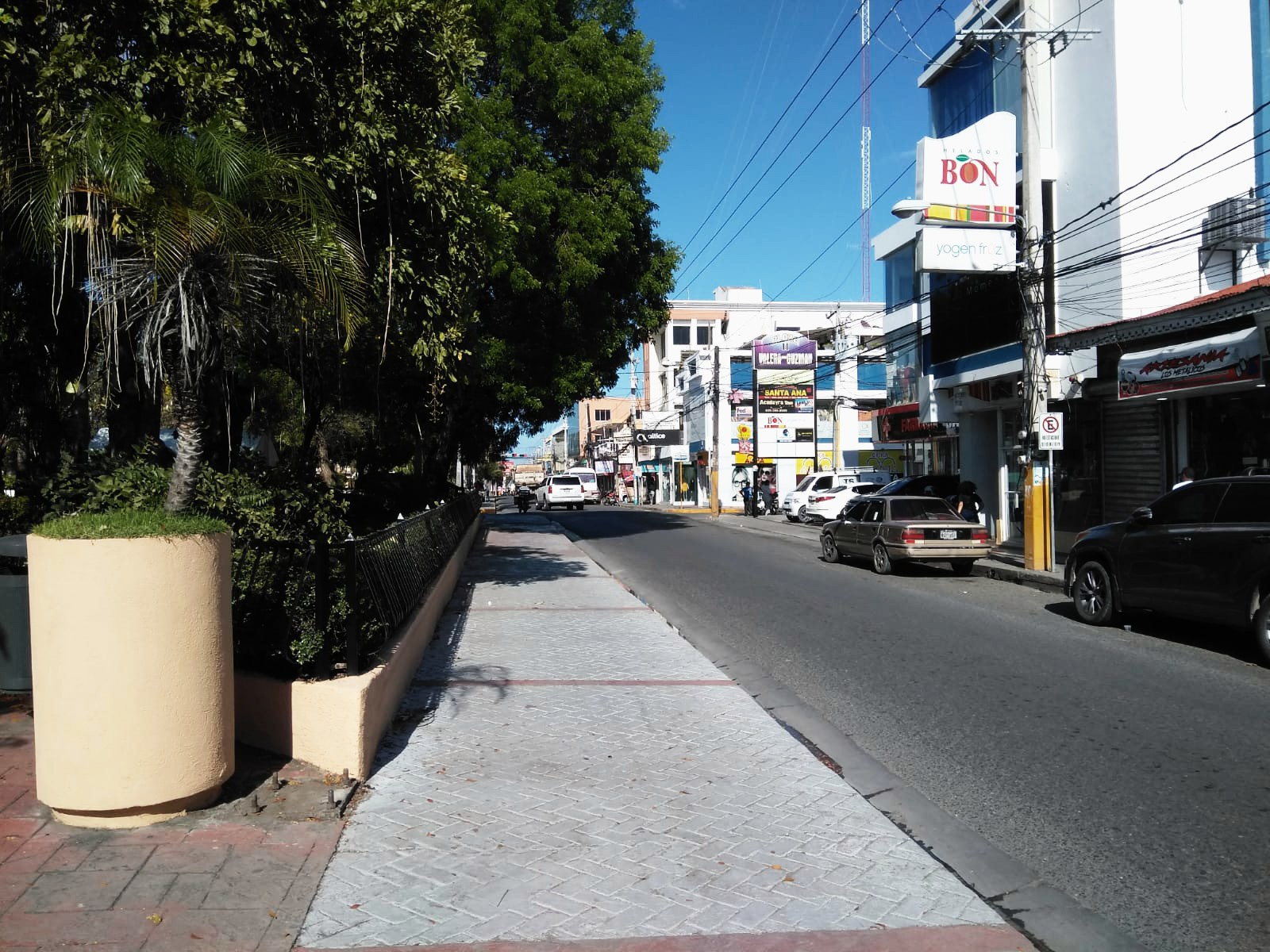
Avenida Presidente Billini

La ciudad de Baní está conectada con la ciudad de Santo Domingo al este con la carretera Sánchez (RD-2), en su paso por la ciudad se convierte en la Avenida Presidente Billini y la conecta con el sur del país por el Oeste. Al sur de la ciudad se encuentra la avenida Fabio F. Herrera, que la comunica con el mar Caribe, al suroeste de la ciudad se encuentra la carretera Máximo Gómez (RD-510) que la comunica con los distritos municipales y comunidades de la parte suroeste de la provincia, la Base Naval de Las Calderas y las Salinas. 
Al sur de la ciudad se encuentra la Circunvalación de Baní, que forma parte del Circuito Vial Sur con 19.8 kilómetros, con un total de 17 puentes, diseñado para  estar integrado por un conjunto de carreteras desde Santo Domingo a la zona turística de la provincia Pedernales.  
 Puentes 
Puente Marcos A. Cabralːse encuentra al este de la ciudad sobre el Río Baní, inaugurado en 1955 como Puente José Trujillo Valdez. En 1961 fue  renombrado con su nombre actual. Fue desplazado en 1998 por el actual puente Rafael Herrera Cabral. 
Puente Rafael Herrera Cabralː se encuentra el este de la ciudad sobre el Río Baní, construido en 1998, desplazando al antiguo puente Marcos A. Cabral. 
Puente de Villa Güera: se encuentra al norte de la ciudad sobre el arroyo de Güera, fue inaugurado en el 2024 y comunica las comunidades de Villa Güera, La Montería y El Manaclar.
Puente del 30 de Mayo : es un puente ubicado sobre la llamada cañada del 30 de mayo al oeste de la ciudad en la salida hacia Azua.
Puente de los Hierrosːse ubicará al noroeste de la ciudad sobre el Río Baní, comunicando la zorte con las comunidades de Fundación de Peravia, Rio Arriba, La Gina y El Recodo.

## Centros educativos en Baní
Baní pertenece al distrito educativo 03-04, 03 regional de Azua y 04 provincia Peravia y en el funcionan los siguientes centros educativos del nivel básico en el sector público:

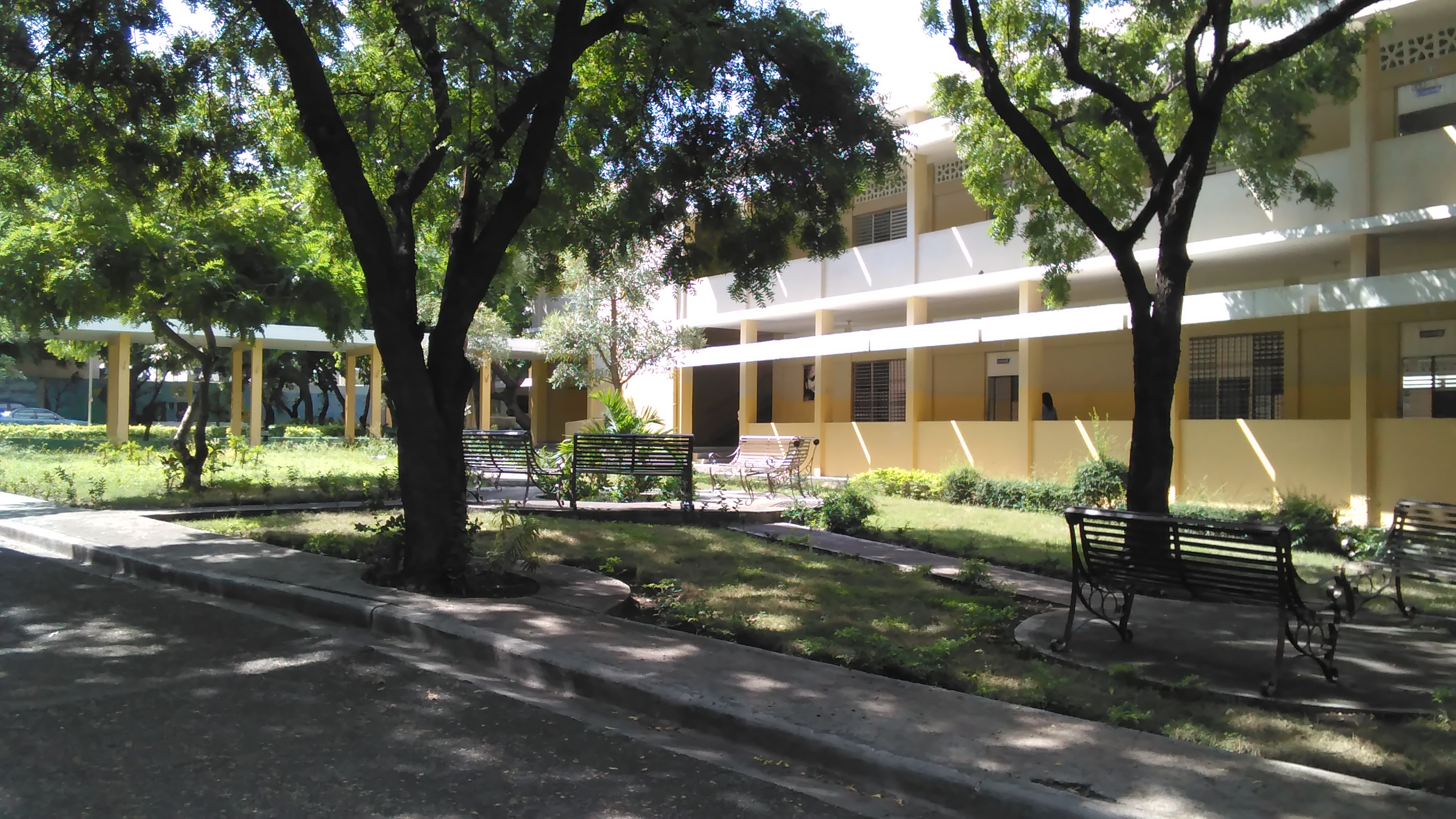
Liceo Secundario Francisco Gregorio Billini

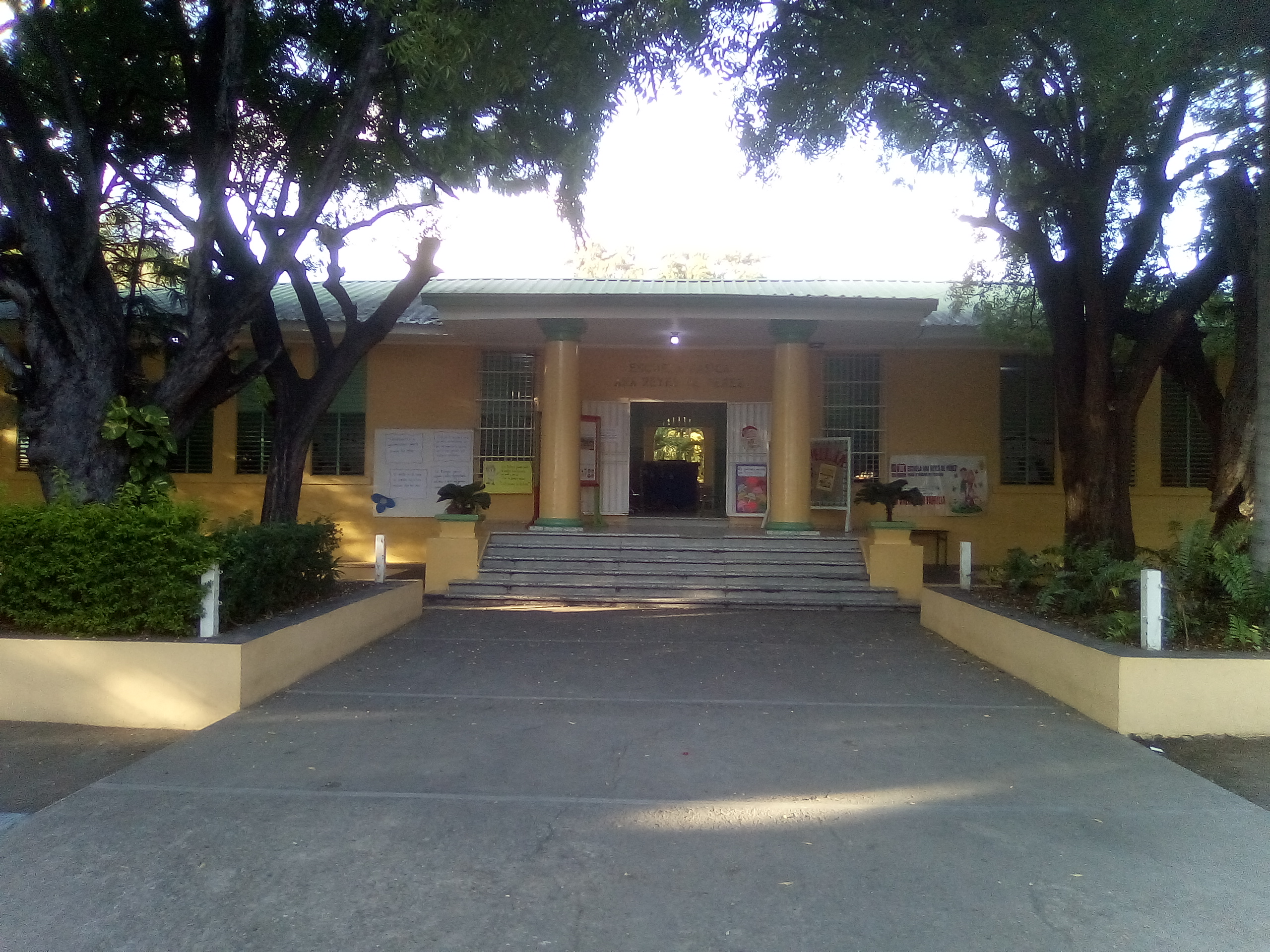
Escuela Ana Reyes de Pérez, primera escuela construida en Baní en 1917 durante la ocupación norteamericana.

- Escuela Básica "Ana Reyes de Pérez".
- Escuela Básica "Canadá".
- Escuela Básica "Máximo Gómez".
- Escuela Básica "Villa David".
- Escuela Básica "Ana América Bucarelli".
- Escuela Básica "Aquiles Cabral Billini".
- Escuela Básica "El Fundo".
- Escuela Básica "La Saona".
- Escuela Básica "San Luis Gonzaga".
- Escuela Básica "Nuestra Señora de Fátima".
- Escuela Básica "Hogar Escuela Jesús Te Ama".
- Escuela Básica "Villa Sombrero".
- Escuela Vocacional de las Fuerzas Armadas y Policía Nacional.
- Academia de música Santa Cecilia

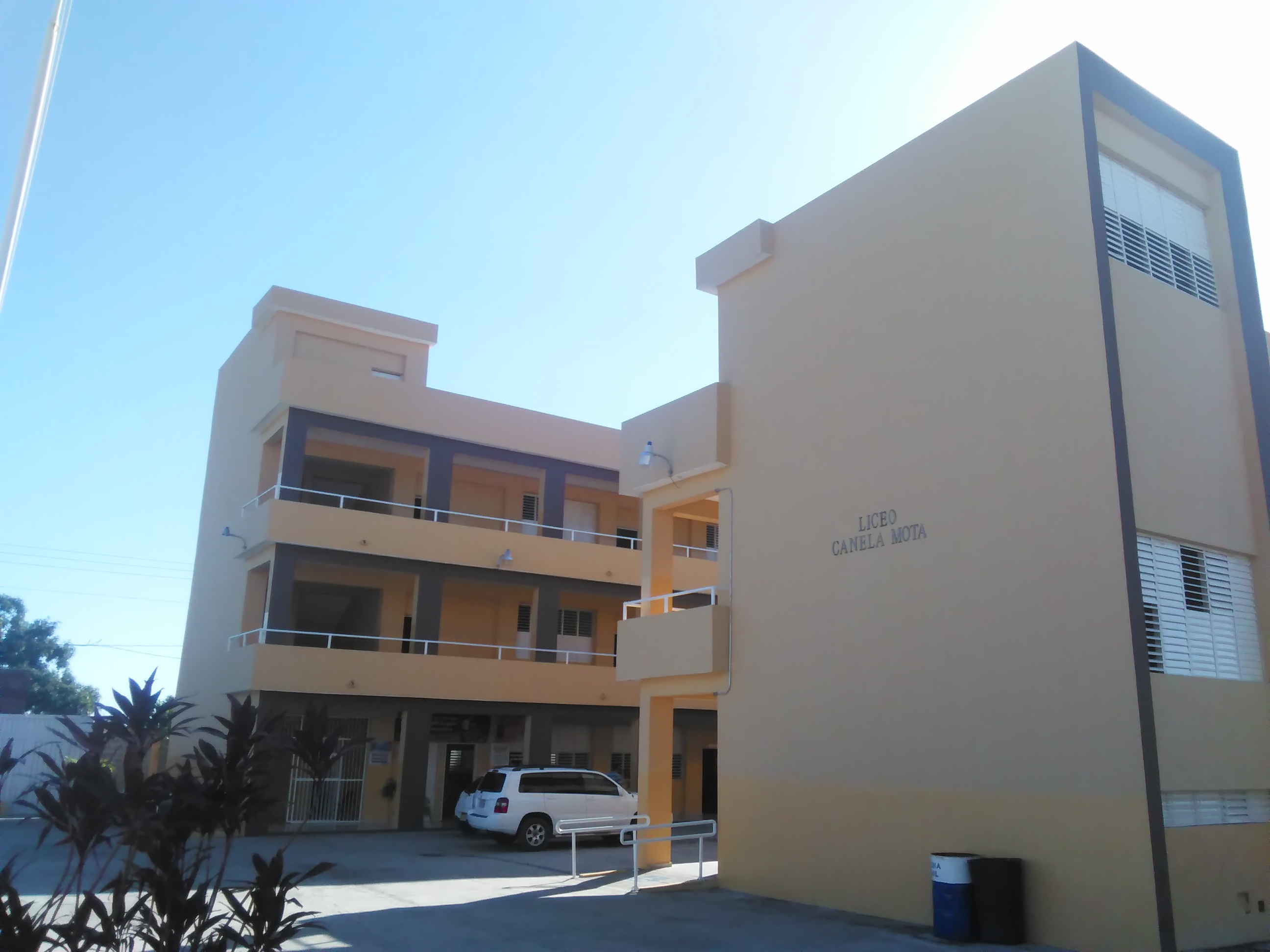
Liceo Canela Mota en la Sección de Boca Canasta

También los centros educativos de nivel básico y medio en el sector privado:
- Colegio "Las Marías"
- Colegio Inmaculada Concepción (Villa Sombrero)
- Colegio episcopal La Transfiguración
- Colegio evangélico Enmanuel
- Colegio Juan Pablo Duarte
- Colegio San José
- Colegio Redentor
- Colegio Bautista Peravia
- Colegio Bautista Cristiano
- Colegio Adventista del Séptimo Día: Eben-ezer
- Colegio María Trinidad Sánchez
- Colegio Los Pequeñines
- Colegio Las Gaviotas
- Colegio Matrisa
- Colegio Nuestra Señora de Fátima
- Colegio El Carrusel
- Vitruvian School
- Colegio Díaz Santana
- Colegio psicopedagógico Perla Del Sur

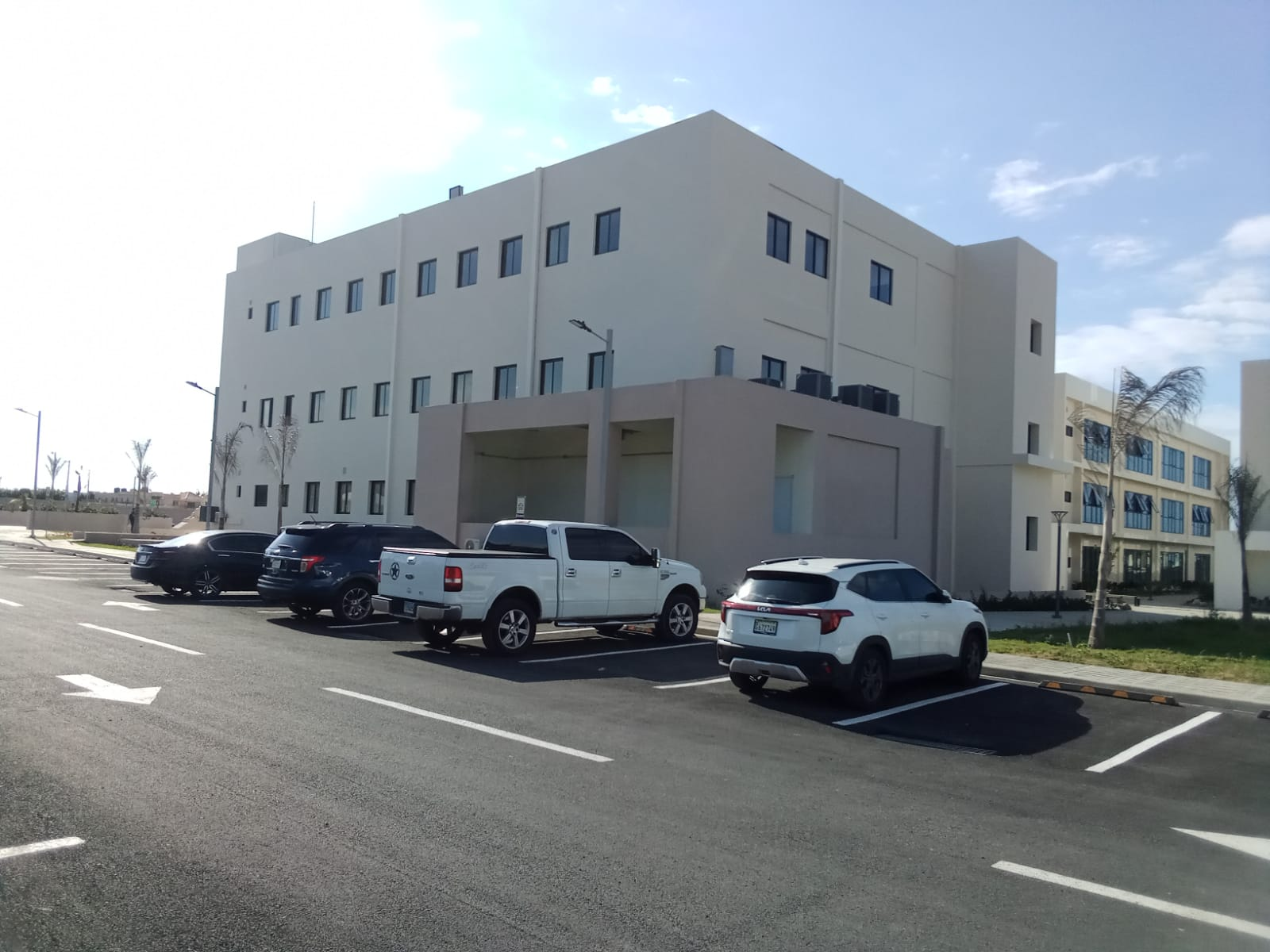
Ciudad Universitaria UASD Baní

Centros educativos de nivel medio en Baní:
- Politécnico Máximo Gómez
- Liceo Secundario Francisco Gregorio Billini
- Centro Educativo en Artes Canela Mota
- Liceo Secundario Prof. Juan Bosch
- Liceo Experimental UASD Prof. Carlos Mckinney

Centros  de nivel superior:
- Universidad Federico Henríquez y Carvajal (UFHEC)
- Centro Universitario Regional de Baní (UASD)
- Escuela de Idiomas de la Universidad Apec (UNAPEC)

## Centros culturales de Baní

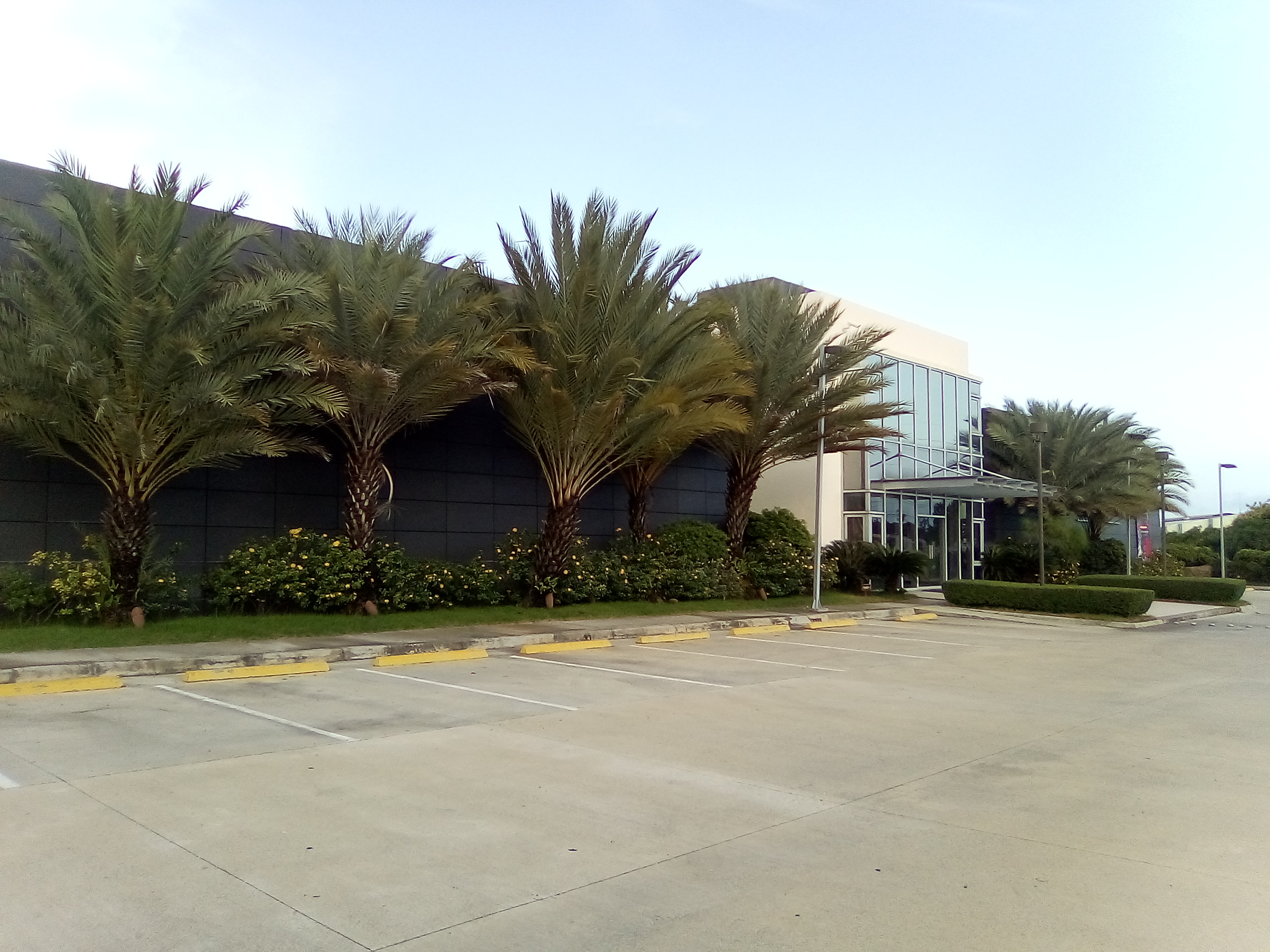
Centro Cultural Perelló

El Centro cultural Perelló es una institución cultural de primer nivel, considerado como la más importante iniciativa del sector privado para el desarrollo comunitario de las artes y la educación para la provincia Peravia y la región sur. Tiene el auspicio totalitario y directo de la Fundación Perelló, presidida por la familia de empresarios cafetaleros dueños de Industrias Banilejas (INDUBAN). El Centro Cultural Perelló tiene la sede de sus oficinas en la sección de Escondido. 

Cuenta con la disponibilidad de salas de exposiciones temporales, dos aulas didácticas para talleres, charlas y seminarios en diversas áreas del conocimiento y cuenta con un auditorio llamado Manuel de Jesús Perelló (empresario cafetalero, in memoriam) con capacidad para 150 personas equipado con modernos equipos multimedia.

## Medios de comunicación
Baní cuenta con canales locales en televisión por cable, así como diferentes emisoras de Radio.
Canales locales
- Peravia Visión, canal 8
- Visión 3000, canal 3
- Canal 10 en UHF

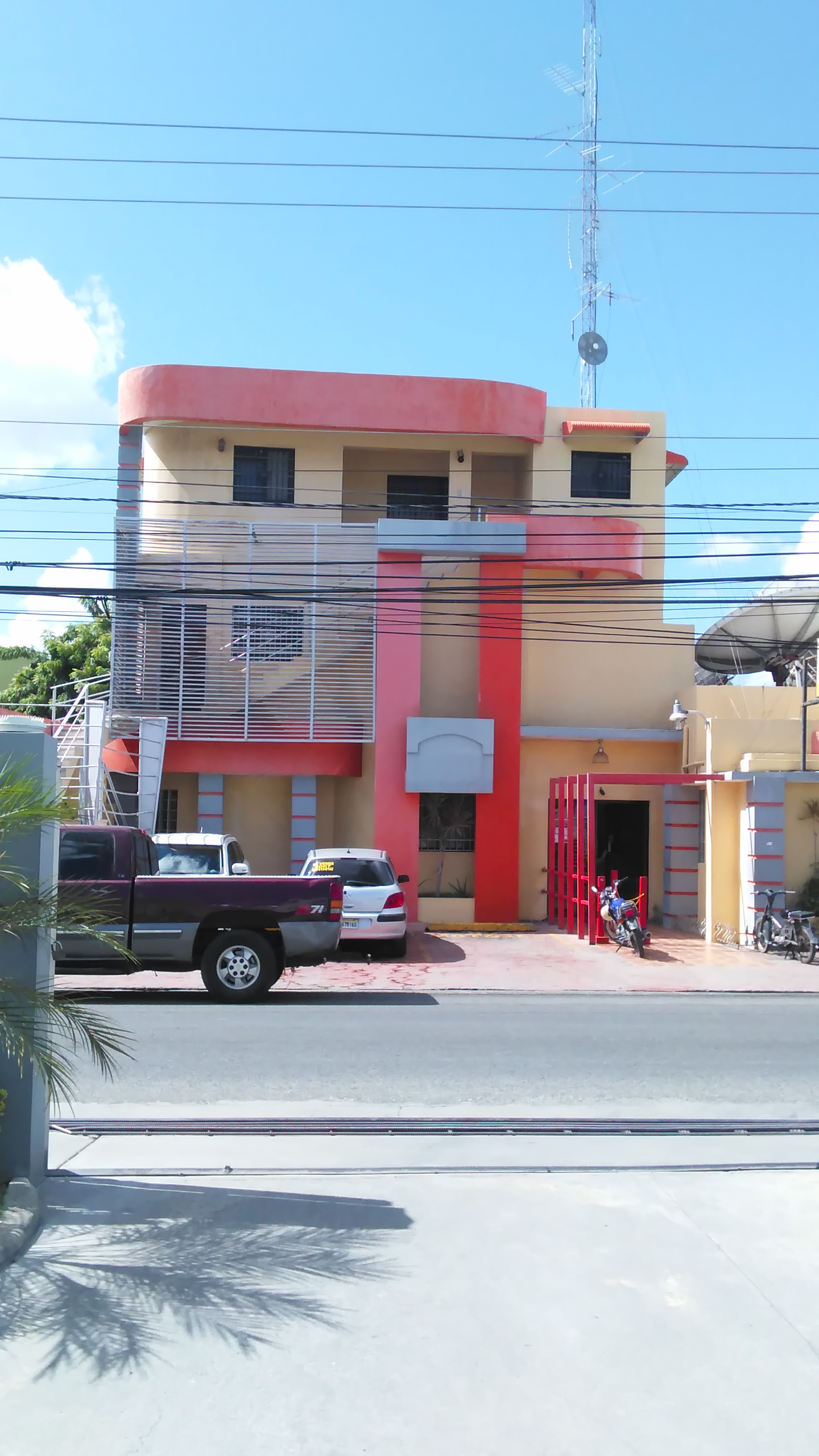
Edificio de Trébol Cable

- Manaclar Televisión , canal 67 TTD UHF, propiedad del Ing. Gustavo Pimentel
- Baní FM TV

Emisoras de radio
- Primera 88.1 FM (propiedad de Telemicro)
- Baní FM 97.5
- Fabulosa FM 96.7
- La Kalle FM (propiedad de Telemicro)
- Ultra FM 106.7
- Radio Ambiente 1270 AM
- Radio Salvación 810 AM (emisora cristiana)
- Radio CTC 95.5 FM (Villa Sombrero)

Prensa escrita y digital
- PrimerMomento.com, el periódico electrónico de los banilejos
- El Peraviano
- Mi Revista (revista mensual)
- siembrahielo.com (periódico digital)
- NotiSur Baní.com (periódico digital)
- El Poder Banilejo.com (periódico digital)
- Baní Informativo.com (periódico digital)
- Que Sucede Digital.com (periódico digital)

La primera emisora de radio fue Radio Baní fundado por Manuel Emilio Bello,  en 1951, siendo la primera emisora en el sur del país, con las siglas (H.I.B.A), en la serie 810 Amplitud Modulada (AM).
En Baní también se publicó Páginas Banilejas,  una revista mensual ilustrada fundada por Ángel María Peña Castillo, clasificada en el 2015 como “Patrimonio Documental de América Latina y el Caribe” por el Comité Regional para América Latina y el Caribe del Programa Memoria del Mundo de la Unesco (MOWLAC).

## Salud

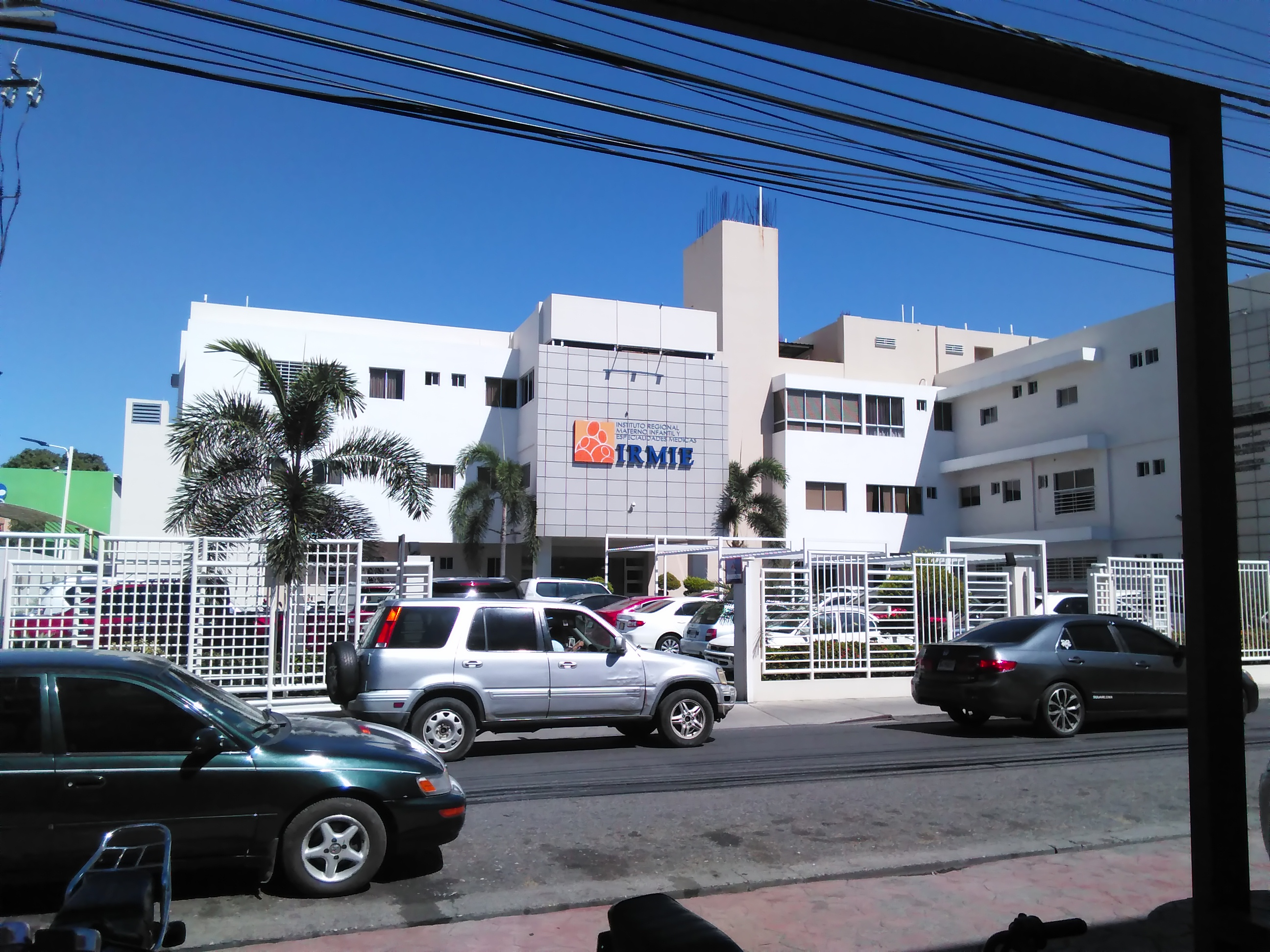
Instituto Regional Infantil y Especialidades Médicas (IRMIE)

En Baní se encuentra la Dirección Provincial de Salud y corresponde a la región de salud I del Ministerio de Salud Pública y Asistencia Social. En 2018 la Provincia Peravia entró al Sistema Nacional de Atención a Emergencias y Seguridad (911) con asistencia para 193 869 habitantes de la Provincia. Los principales centros de salud en Baní son:
- Clínica Peravia
- Centro Médico Regional Dr. Aguasvivas
- Centro Médico Dra. Ana Mercedes Carvajal García
- Grupo Médico Baní
- Hospital Nuestra Señora de Regla
- Centro de Rehabilitación filial Baní
- Instituto Regional Materno Infantil y Especialidades Médicas (IRMIE)

## Deportes

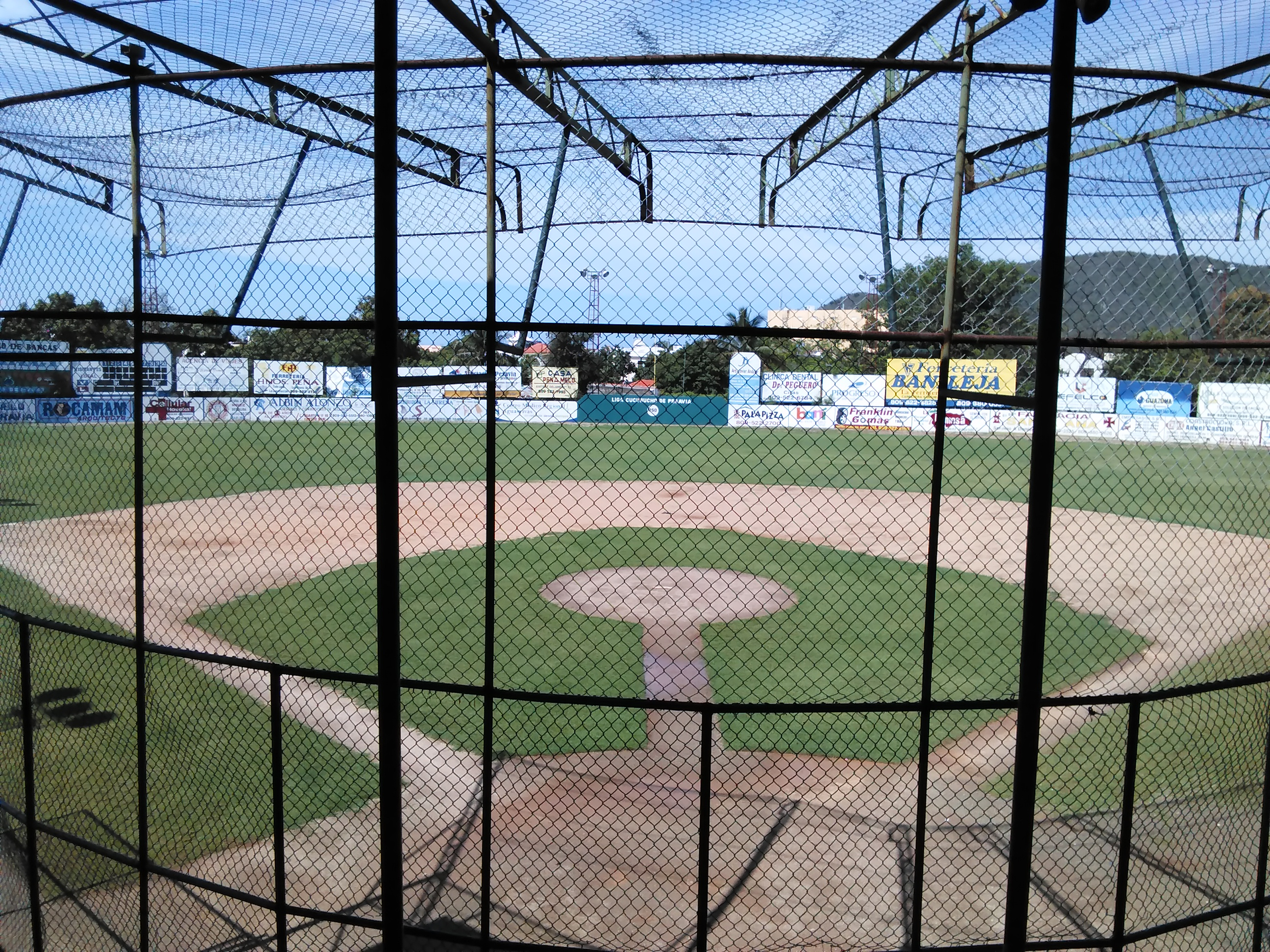
Estadio de sofbol Liga Cucurucho de Peravia

En Baní existen diferentes equipos de baseball, sóftbol, baloncesto, y fútbol. También existen diferentes centros deportivos. Los principales son:
- Estadio de béisbol Luis María Herrera.
- Estadio de béisbol Miguel Tejada.
- Estadio de béisbol Marcial González.
- Estadio de Softbol Liga Cucurucho de Peravia.
- Polideportivo Máximo Gómez.
- Pabellón de Halterofilia Pisandro Miniño.

## Fiestas
- LA SARANDUNGA: Este baile es una manifestación de devoción religiosa a San Juan Bautista. Es por amor y temor a este santo que año tras año organizan su fiesta. La sarandunga o fiesta de la sarandunga es el motivo festivo.

- CARNAVAL REGIONAL: Es una manifestación de gozo y alegría del pueblo sureño, que se celebra en Baní el último domingo de marzo de cada año, en el mismo participan sus comunidades y otras provincias como: Azua, San José de Ocoa y Monseñor Nouel.

- FIESTAS PATRONALES: Celebradas en honor a la virgen de Regla en el municipio de Baní y en honor a la virgen Inmaculada Concepción en villa sombrero celebradas cada año con origen religioso.

- EXPO MANGO: Es una feria que se realiza para celebrar la cosecha del mango dominicano el cual inició en el 2005. Su objetivo es promover el mango, destacando su valor social, económico y cultural de Baní y la República Dominicana. Baní es denominada como “La Capital del Mango”, por su destacada producción de mango, donde se destaca El Clúster del Mango Dominicano.  El mango banilejo (Mangifera indica L.) es el mango más conocido y exportado.

## Gobierno y Política
Senador
- Julio Fulcar (PRM)

Diputados

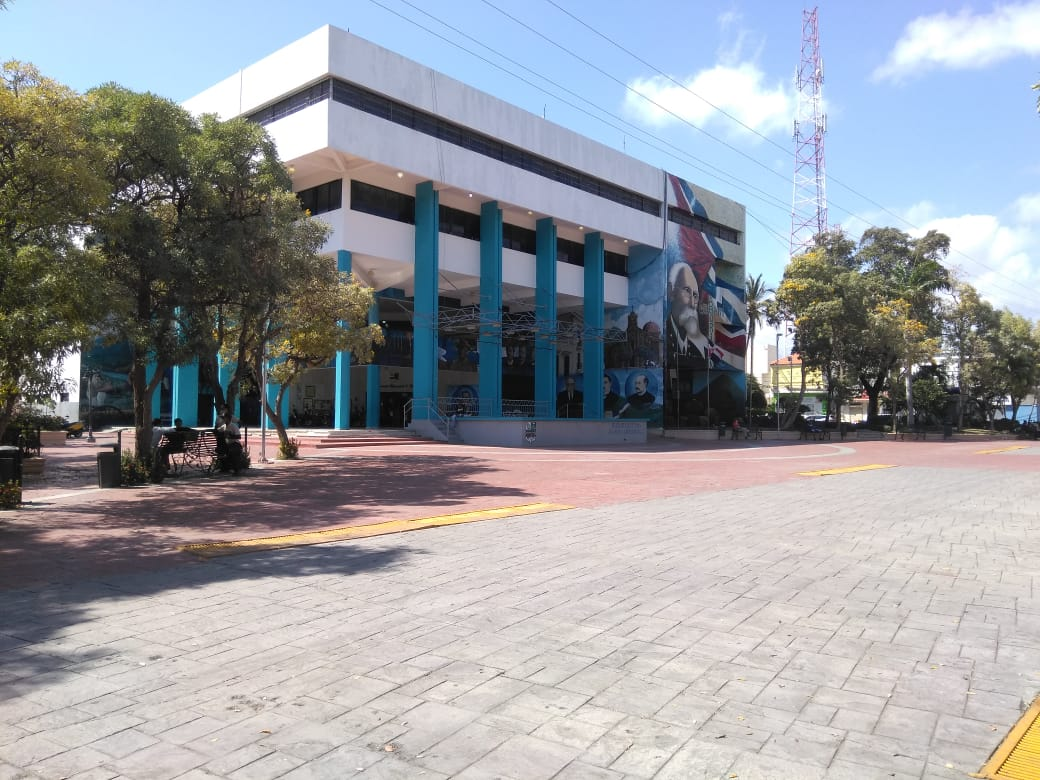
Ayuntamiento Municipal

- Luís Báez (PRM), vice - vocero PRM en la Cámara de Diputados
- Ing. Willy Sánchez (PRM)
- Carmen Escarfuller de Melo (PRM)

Gobernadora
- Prof. Ángela Yadira Báez

Alcaldía
- Santo Ramírez Bethancour (Alcalde)
- Adriana Soto (Vicealcaldesa)

Concejo de Regidores
- Lic. Eddy Cervante Peña Tejeda (Presidente)
- Miguel Snaider Báez (Vicepresidente)
- Lic. Leonidas Díaz Aristy
- Carolina Díaz
- Judith D. Peguero
- Lic. George Leandro Díaz Mateo
- Yudy Báez
- Kelvin Amado Veras
- Robinson Capellán
- Ing. Ney González
- Denny Estela Báez
- Estefanía Martínez
- Lic. Danilo Peguero

## Hermanamientos
- Mayagüez, Puerto Rico.
- Nueva York, Estados Unidos
- Tovar, Venezuela